# Список українських енциклопедій
У цьому списку перелічено українські енциклопедичні видання. Довідкові видання (довідники та словники) див. у списку українських довідкових видань.

## Загальні енциклопедії
- Українська радянська енциклопедія (онлайн-версія)
- Українська мала енциклопедія (PDF-файли; онлайн-версія)
- Українська загальна енциклопедія[1] (PDF-файли; онлайн-версія)
- Український радянський енциклопедичний словник
- Універсальний словник-енциклопедія (онлайн-версія)
- Велика сучасна енциклопедія[2]
- Велика українська енциклопедія[3] (онлайн-версія)

## Країнознавчі енциклопедії
- Краіни світу і Украіна: енциклопедія: в 5 т. І редкол. : А. І. Кудряченко (голова) та ін.; — ДУ «Інститут всесвітньої історії НАН України». — Київ: Видавництво «Фенікс», 2017. — ISBN 978-966-136-473-7

Т.1: Північна Європа. Західна Європа. Південна Європа / науковий редактор 1-ro тому А. Г. Бульвінський. — 2017. — 564 с. — ISBN 978-966-136-474-4 (Т.1) (читати он-лайн)
- Етнодемографічна картина сучасного світу (енциклопедичне дослідження) / Сергій О. Цапок; В. о. НАН України. Ін-т регіон. дослідж. — Львів: ІРД НАН України, 2007. — 419 с. 300 пр. — ISBN 966-02-3957-2
- Енциклопедичний словник-довідник з туризму / Автори-укладачі: В. А. Смолій, В. К. Федорченко, В. І. Цибух. Передмова В. М. Литвина. — К.: Видавничий Дім «Слово», 2006. — 372 с. — ISBN 966-8407-55-5

### Українознавство
Див. також: Список українських енциклопедій про регіони України
- Енциклопедія українознавства[4] (онлайн-версія)
- Ukraine. A Concise Encyclopaedia (1 том)
- Internet Encyclopedia of Ukraine / Енциклопедія України в Інтернеті — електронна версія 5-томної Енциклопедії Українознавства, виданої впродовж 1984—1993 років за редакцією Володимира Кубійовича (онлайн-доступ)
- Енциклопедія сучасної України[5][6][7] (онлайн-версія)
- Українська мала енциклопедія: у 4 т. / Є. Д. Онацький ; упоряд. та наук. ред. С. Білокінь. — Київ: Пульсари, 2016. — ISBN 978-617-615-060-2.
- Україна: повна енциклопедія / В. М. Скляренко [та ін.]. — Харків: Фоліо, 2007. — ISBN 966-03-3684-5.
- Україна: енциклопедичний словник: історія, культура, освіта, політика, економіка, фінанси, право / авт.-упоряд. О. М. Сліпушко. — К.: Аконіт, 2008. — 768 с. — ISBN 978-966-8001-48-2[8]
- Україна: Енциклопедичний довідник / Заг. ред. В. П. Пустовойтенко. — К. : ТД «Потенціал», 2002. — 464 с. — ISBN 966-7865-28-2
- Україна: [енциклопедія]: Шляхами історії. Україна — наш дім. Освіта в Україні. Україна спортивна та ін. / Г. Е. Єрмановська. — Х.: Факт, 2016. — 463 с. — ISBN 966-637-834-0.
- Енциклопедія голодомору / [передм., авт. текст В. Марочка; вступ. сл. Є. Нищука]; Нац. музей «Меморіал жертв Голодомору», Асоц. дослідників голодоморів в Україні. — Дрогобич: Коло, 2018. — 575 с. (онлайн-версія)

- Україна у світі: Енциклопедичний довідник / Укл. М. М. Сухомозький, Н. П. Аврамчук. — К.: МАУП, 2006. — 872 с.
- Україна: кращі з 500 куточків, які треба відвідати: велика ілюстрована енциклопедія / Тетяна Жабська та ін. — Х. : Ранок: Веста, 2009. — 245,[3] с. : фото.кол.
- Архітектура України: від античності до нашого часу: велика ілюстрована енциклопедія / Дмитро Леонтьєв. — Харків: Ранок, 2010. — 223 с.: іл., фотоіл. — ISBN 9789660849488.
- Україна від А до Я: сучасний енциклопедичний словник / Уклад. Кожушко О. М. — Х.: Вид-во «Ранок», 2009.— 624 с.: іл. — ISBN 978-966-672-579-3.
- Велика ілюстрована енциклопедія України / В. К. Борисенко, Л. І. Брюховецька, Г. І. Веселовська, Г. І. Воронова, Володимир Г. Герман; Гол. ред. Людмила Слабошпицька; Ред.-упоряд. Володимир Г. Герман; Фото Микола Іващенко, Сергій Тарасов, Валерій Пестушко. — К. : Махаон-Україна, 2009. — 504 с. : іл. — 10 000 пр. — ISBN 966-605-887-7
- Ілюстрована енциклопедія українського народу. Звичаї. Свята. Традиції / уклад. Сметана І. І. — 2-ге вид., стер. — Харків: Книжковий Клуб «Клуб Сімейного Дозвілля», 2014. — 414 с. : мал. — Бібліогр. : с. 403—411. — 7000 екз. — ISBN 978-966-14-3465-2.
- Славетні міста України: Ілюстрована енциклопедія / Укл. Я. О. Батій. Гол. ред. О. А. Кравець. — Харків: Торсінг плюс, 2011. — 254 с. — ISBN 6-17-030225-0.

- Зарубіжні вчені — вихідці з України в галузі фундаментальних і технічних наук: біографічний енциклопедичний словник / Ю. О. Храмов, В. М. Гамалія, В. Г. Гармасар, С. С. Довганюк, М. Д. Донська ; НАН України, Ін-т досліджень науково-технічного потенціалу та історії науки ім. Г. М. Доброва ; кер. авт. кол. Ю. О. Храмов. — Київ: Фенікс, 2017. — 303 с. : порт.
- Енциклопедія „Наукове товариство ім. Шевченка“
- Державні нагороди та нагороджені в Україні: Енциклопедичне видання / Укл. О. М. Войналович. — К. : Новий час, 2014. — 351 с.
- Державні нагороди України. Кавалери та лауреати: довідково-енциклопедичне та біографічне видання. — Т. 1—5 / Укл. В. В. Болгов, І. В. Болгов. — К. : Ін-т біографічних досліджень; Наукове товариство геральдики та вексилології, 2006—2013.
- Державні нагороди України. Кавалери та лауреати: довідково-енциклопедичне видання / Уклад. : Болгов В. В., Болгов І. В. — К. : Інститут біографічних досліджень, 2008. — 784 с. — ISBN 978-966-8178-24-5 (PDF)
- Державні нагороди та нагороджені в Україні: енциклопедія / уклад. : Войналович О. М. — К. : Новий Час, 2012.
- Імена України в Космосі. Науково-енциклопедичне видання / За ред. І. Б. Вавилової, В. П. Плачинди. — Львів: НАУТІЛІУС; К. : Академперіодика, 2003. — 730 с.
- Імена України 2007: біографічний енциклопедичний словник / уклад. Л. Г. Андрієнко та ін. ; гол. ред. Ю. О. Храмов ; Інститут гуманітарних досліджень Української академії наук. — К. : Фенікс, 2007. — 624 с. : фотогр. — ISBN 978-966-651-433-5.
- Жінки України: Біографічний енциклопедичний словник / уклад. Л. Г. Андрієнко та ін. ; голов. ред. М. А. Орлик ; Спілка жінок України, Інститут гуманітарних досліджень Української академії наук національного прогресу. — К. : Фенікс, 2001. — 560 с. : фотогр.
- Енциклопедія дитячої творчості. Юні таланти України / Упоряд. Болгов В. В.; Укр. конфедерація журналістів, Ін-т біогр. дослідж., Нац. рейтинги України. — Київ: Нац. рейтинги України, 2013. — 367 с. : іл., портр. — ISBN 978-966-1523-17-2.
- Український енциклопедичний словник-календар / Упорядник: Ян Вікалюк. — Тернопіль: Навчальна книга — Богдан, 2003. (PDF-фрагменти)

- Україна поза Україною: енциклопед. словник мистецького, кульнурного і громадського життя укр. еміграції в міжвоєнній Чехословаччині (1919—1939) / Оксана Пеленська ; Нац. б-ка Чеської Республікі — Слов'янська б-ка. — Прага: Národní knihovna České republiky, 2019. — 321 с. : фот. — (Publikace / Slovanské knihovny ; 82). — Бібліогр. в кінці розд. — ISBN 978-80-7050-713-1
- Українці в Китаї (перша половина XX ст.): енциклопедичний довідник / Уклад. В'ячеслав А. Чорномаз. — Одеса: Видавничий дім «Гельветика», 2021. — 631 с. : фотоіл., портр.

### Країнознавство європейських країн
- Країни Європейського Союзу: енциклопедичний довідник / М. В. Багров та ін. — К. : ВГЛ «Обрії», 2004. — 176 с. — ISBN 966-95774-1-1
- Європейський Союз: економіка, політика, право: енцикл. слов. / Київ. нац. ун-т ім. Т. Шевченка ; Андрєєва О. М. та ін. ; редкол. : В. В. Копійка (голова) та ін. — К. : Київ. ун-т, 2011. — 367 с.
- Середньовічні замки Європи / І. С. Пустиннікова, Н. Ю. Безпалова. — Харків: Мікко — Сервіс, 2010. — 160с. : іл. — (Ілюстрована енциклопедія).

## Інші спеціалізовані енциклопедії

### Лісове господарство
- Енциклопедія лісового господарства Хмельниччини / [редкол.: В. Є. Берека (голова) та ін.] ; Хмельниц. облрада, Хмельниц. обл. упр. ліс. та мислив. госп-ва [та ін.]. — Хмельницький: Поліграфіст-3, 2020. — 247 с. : фот.
- Українська енциклопедія лісівництва. В 2-х т. Т. 1. А — Л / Нац. акад. наук України, Наук. т-во ім. Шевченка, Держ. ком. лісового госп-ва України ; За ред. С. А. Генсірука. — Львів: НАНУ ; Наук. т-во ім. Шевченка, 1999. — 464 с. : iл. — ISBN 966-7155-14-5[9]
- Українська енциклопедія лісівництва. У 2-х т. Т. 2. М — Я / Нац. акад. наук України, Наук. т-во ім. Шевченка, Держ. ком. лісового госп-ва України ; за ред С. А. Генсірука . — Львів: НВФ «Українські технології», 2007. — 422 с. — ISBN 978-966-345-132-9

#### Археологія
- Дослідники археології України: Енцикл. словник-довідник / Г. Г. Мезенцева; НАН України, Ін-т археології; Чернігівський держ. педагогічний ін-т ім. Т. Шевченка; редкол. В. П. Коваленко (відп. ред.) та ін. — Чернігів: Сіверянська думка, 1997. — 205 с. (PDF-файл) (онлайн-версія)

#### Астрономія
- Астрономічний енциклопедичний словник / За загальною редакцією І. А. Климишина та А. О. Корсунь. — Львів: ЛНУ—ГАО НАН України, 2003. (онлайн-версія)

#### Біологія
- Енциклопедія мембран: у 2-х т. Т. 1 / М. Т. Брик ; Нац. ун-т «Києво-Могилянська академія». — К. : ВД «Києво-Могилянська академія», 2005. — 658 с. — ISBN 966-518-341-9

Енциклопедія мембран: у 2-х т. Т. 2 / М. Т. Брик ; Нац. ун-т «Києво-Могилянська академія». — К. : ВД «Києво-Могилянська академія», 2006. — 684 с. — ISBN 966-518-397-4
- Рослини дарують здоров'я: фітотерапевтичний енциклопедичний довідник / уклад.: Д. Орач, О. Орач ; за ред. К. В. Форманчука. — Львів: Аверс, 2007. — 567 с. : вкл. л. — ISBN 966-7466-82-5

- Флора Українських Карпат = Flora Ukrainae Carpaticeae: енциклопедія / Володимир Чопик, Микола Федорончук ; Київ. нац. ун-т ім. Тараса Шевченка та ін. — Тернопіль: Терно-граф, 2015. — 711 с. : рис., табл. — Текст укр., латин. — 500 екз. — ISBN 978-966-457-263-4[10][11]
- Енциклопедія водного господарства, природокористування, природовідтворення, сталого розвитку / А. В. Яцик, В. Я. Шевчук. — Київ: Генеза, 2006. — 999 с. : ілюстр., табл. — ISBN 966-504-471-0
- Лікарські рослини: енциклопедичний довідник / Відп. ред. А. М. Гродзінський. — К. : Голов. ред. УРЕ, 1990.  (PDF-файл видання 1992 року) (онлайн-версія)
- Тваринний світ України: енциклопедичний довідник / Шаламов Р., Литовченко О. — Х.: Школа, 2008. — 160 с. — ISBN 966-8182-40-5
- Велика енциклопедія тварин / Укл. : Дмитро Стрєлков, Олександра Цеханська, Ольга Шаповалова. — Харків: Пегас, 2010. — 223 с. — ISBN 978-966-352-566-2
- Сучасна енциклопедія любителя кішок : 1500 корисних порад фахівців / Т. Л. Заведея ; пер. з рос. І. Г. Данилюка ; худож. О. К. Боєнко. — Донецьк: БАО, 2004. — 528 с. : іл. — ISBN 966-548-910-0
- Гриби. Повна енциклопедія. — Донецьк: Глорія Трейд, 2014. — 223 с. : іл. — ISBN 978-617-536-408-6

##### Садівництво
- Виробнича енциклопедія садівництва.— К. : Урожай, 1969.— 456 с.
- Енциклопедія рослин садових та кімнатних / Уклад. Ануфрієва С. В. — Донецьк: Глорія Трейд, 2013. — 224 с. : кольор. іл. — Назва обкл. : Енциклопедія рослин: садові та кімнатні. — 3000 екз. — ISBN 978-617-536-353-9
- Кімнатні рослини: енциклопедичний словник-порадник / Укл. : Г. Г. Якубовська. — Х. : Школа, 2009. — 144 с. — ISBN 978-966-429-015-6
- Нова енциклопедія кімнатних рослин / Марія Цвєткова ; іл. В. Кудіна. — X. : ВД «ШКОЛА», 2013. — 216 c. — ISBN 978-966-429-165-8 (PDF)

#### Будівництво, техніка, технології
- Словник технічної термінології: мірництво / НАН України, Ін-т енциклопедичних дослідж. НАН України. — К. : Інститут енциклопедичних досліджень, 2009. — 168 с.

- Енциклопедія архітектурної спадщини України: Тематичний словник / В. І. Тимофієнко. — Київ: Українська академія архітектури, 1995. — 365 с.
- Будівництво. Видатні інженери України: Біографічно-енциклопедичний збірник / гол. ред. Г. К. Злобін ; Академія будівництва України. — К. : Укрархбудінформ, 2001. — 831 с. — ISBN 966-95449-1-2.

- Радіотехніка: Енциклопедичний нвчальний довідник: Навч. посіб. для студ. радіотехн. спец. вищ. закл. освіти / В. Т. Бєлінський та ін. ; ред. Ю. Л. Мазор та ін. — К. : Вища школа, 1999. — 838 с. : рис. — ISBN 5-11-004718-9. (Передмова)
- Гірничий енциклопедичний словник: У 3 т. / [за заг. ред. В. С. Білецького]. — Донецьк: Східний видавничий дім, 2001—2004. — Т. І-ІІІ. (електронна версія; PDF 3-го тому)
- Енциклопедія термометрії / Луцик Я. Т. та ін. — Львів: Видавництво Львівської політехніки, 2003. — 428 с. — ISBN 966-553-313-4
- Мала гірнича енциклопедія (PDF 1-го тому; PDF 2-го тому; PDF 3-го тому)
- Українська нафтогазова енциклопедія / за загальною редакцією В. С. Іванишина. — Львів: Сполом, 2015. — 603 с. : іл., табл. — ISBN 9789669191403.[12][13][14][15]

- Енциклопедичний словник морських нафтогазових технологій (українсько-російсько-англійський) / Івано-Франківський національний технічний університет нафти і газу, ДАТ «Чорноморнафтогаз», Інститут «НДПІ шельф», Наукове товариство ім. Шевченка ; уклад. І. А. Франчук та ін. ; заг. ред. І. А. Франчук. — К. : Українська книга, 2003. — 320 c. — ISBN 966-605-429-9
- Вступ до методології науки про вимірювання: навчально-енциклопедичний комплекс «Вимірювання та контроль» / П. П. Орнатський. Гол. ред. П. М. Таланчук — Київ: Київ. політехн. ін-т., 1994 . — 160 с.
- Математика, механіка та інформатика Закарпаття. XX століття: енциклопедія / Заг. ред., вступ. ст. Степан Степанович Поляк. — Ужгород: Ґражда, 2004 . — 110 с. : іл. — ISBN 966-7112-83-7
- Надтверді абразивні матеріали в механообробці: Енциклопедичний довідник / За заг. ред. М. В. Новікова. — К. : Інститут надтвердих матеріалів ім. В. М. Бакуля НАН України, 2013. — 455 с. — ISBN 978-966-02-6965-1[16]
- Електротранспорт України: Енциклопедичний путівник / Сергій Тархов, Кость Козлов, Ааре Оландер. — К. : Сидоренко В. Б., 2010. — 928 с. — ISBN 978-966-2321-11-1[17][18][19][20][21] (PDF)
- Енциклопедія суднової енергетики: підручник / В. М. Горбов; Нац. ун-т кораблебудування ім. адмірала Макарова. — Миколаїв, 2010. — 624 c. — ISBN 978-966-321-158-9[22]
- Вимірювальна техніка від А до Я. Енциклопедичний словник / Г. О. Оборський, С. Г. Антощук, Д. Б. Головко, А. М. Гуржій, В. М. Петренко, Ю. О. Скрипник, П. Т. Слободянюк, К. Л. Шевченко. — Одеса: Освіта України, 2014. — 976 с.

#### Географія, демографія, геодезія, геологія, мінералогія, картографія, землевпорядкування
- Географічна енциклопедія України. У 3-х т. / Відп. ред. О. М. Маринич. — К. : Українська енциклопедія ім. М. П. Бажана, 1989—1993. (онлайн-версія)
- Міжнародна термінологія у сфері міграції: українсько-англійський тлумачний словник /– К.: БЛАНК-ПРЕС, 2015. — 100 с. (PDF-файл)
- Геодезичний енциклопедичний словник / П. І. Баран, А. Л. Бондар, Х. В. Бурштинська, Б. І. Волосецький, І. М. Гудз, П. Д. Двуліт, Ю. П. Дейнека, О. Л. Дорожинський, А. Т. Дульцев, Ф. Д. Заблоцький; За ред. В. Літинського; Нац. ун-т «Львів. політехніка». — Л. : Євросвіт, 2001. — 668 c. — (Б-ка держ. фонду фундамент. дослідж.). (онлайн-версія)
- Географія / авт.-упоряд. І. Гончаренко ; ред. С. Крисенко. — Х. : Промінь, 2007. — 63 с. : іл. — (Енциклопедія навколишнього світу). — ISBN 966-7991-68-7 (Промінь).
- Словник геологічної термінології / НАН України, Ін-т енциклопедичних дослідж.. — К. : Інститут енциклопедичних досліджень, 2008. — 172 с.
- Мінералого-петрографічний словник: [енциклопед.-довід. слов.]. Кн. 1 : Мінералогічний словник / [уклад.: В. С. Білецький, В. Г. Суярко, Л. В. Іщенко] ; Нац. техн. ун-т «Харків. політехн. ін-т», Ред. гірн. енциклопедії. — Харків: НТУ «ХПІ» ; Київ: Халіков Р. Х., 2018. — 444 с. — Бібліогр.: с. 441—443. (PDF-файл)

#### Екологія
- Екологічна енциклопедія: у 3 т. / Всеукраїнська екологічна ліга ; редколегія: А. В. Толстоухов (головний редактор) та ін. — К. : ТОВ «Центр екологічної освіти та інформації», 2006—2008.[23][24][25][26]

Т. 1. А-Е / 2006. — 430 с. : іл., карти. — ISBN 966-8670-27-2. — ISBN 978-966-8670-41-1
Т. 2. Є — Н / 2007. — 415 с. : ілюстр., карти. — ISBN 978-966-8670-42-8 (в опр.). — ISBN 978-966-8670-41-1
Т. 3. О-Я / 2008. — 472 с. : іл., карти. — ISBN 978-966-8670-54-1. — ISBN 978-966-8670-41-1
- Українська екологічна енциклопедія / [Дяків Р. С. та ін.] ; за ред. Романа Дяківа ; Міжнар. екон. фундація, Ін-т українознавства М-ва освіти і науки України. — 2-ге вид. — Київ: Міжнар. екон. фундація, 2006. — 807 с.
- Мала екологічна енциклопедія / Микола Олексійович Шалімов. — Одеса: Б.в., 2014. —179 с.
- Українська екологічна енциклопедія. 2-ге вид. / За ред Р. Дяківа. — К. : Міжнародна економічна фундація, 2006. — 807 с. — ISBN 966-95785-1-5[27]
- Енциклопедія водного господарства, природокористування, природовідтворення, сталого розвитку / А. В. Яцик, В. Я. Шевчук . — К. : Генеза, 2006. — 1000 с. — ISBN 966-504-471-0

##### Червона книга
- Червона книга України. Рослинний світ: довідникове видання / Ред. Ю. Р. Шеляг-Сосонка. — К. : Укр. енциклопедія ім. М. П. Бажана, 1996. — 608 с. : іл. — ISBN 5-88500-064-6[28][29]
- Червона книга України. Тваринний світ / За заг. ред. М. М. Щербака. — К. : Українська енциклопедія, 1994. — 464с. — ISBN 5-88500-064-6[30][31][32]

#### Економіка
- Енциклопедія народного господарства УРСР. У 4-х т. / Відпов. ред. С. Ямпольський. — К. : УРЕ, 1969—1972.
- Фінансова енциклопедія / [О. П. Орлюк … [та ін.] ; за загальною редакцією О. П. Орлюк ; Академія правових наук України. — Київ: Юрінком Інтер, 2008. — 470 с. — ISBN 9789666672820.
- Фінансова думка України. В 3-х томах. Т. 2. : енциклопедія / С. В. Льовочкін та ін. ; ред. : В. М. Федосов ; авт.передм. : А. А. Чухно. — К. : Кондор ; Тернопіль: Економічна думка, 2010. — ISBN 978-966-351-360-7

- Енциклопедія аграрних фінансів / ННЦ «Ін-т аграрної економіки» НААН України (Київ); Уклад. Н. М. Анісімова, Н. А. Герасіменко, В. М. Жук; За ред. Ю. О. Лупенко. —К. : Ін-т аграрної економіки, 2014. —622 с. — 1 000 пр. — ISBN 978-966-669-441-9
- Велика економічна енциклопедія України: У 26 т. / Лепський Владлен Володимирович ; [під ред. Лепського В. В.]. — Одеса: Одеська міська друкарня, 2018—2020.
- Управління матеріальними ресурсами: енциклопедичний словник / Антонюк О. В., Баєва О. В., Головатий М. Ф., Гурч Л. М. та ін. За ред. Щокіна Г. В., Антонюка О. В., Головатого М. Ф., Копнова М. О. ; Міжрегіон. акад. упр. персоналом. — К. : Персонал, 2009. — 375 с. — 700 пр. — ISBN 978-966-608-857-7
- Фінансові послуги України: енцикл. довід. / І. О. Мітюков, В. Т. Александров, О. І. Ворона, С. М. Недбаєва. — К. : Укрбланковидав, 2001.

Т. 1 / 2001. — 758 с.
Т. 2 / 2001. — 602 с.
Т. 3 / 2001. — 648 с.
Т. 4 / 2001. — 748 с.
Т. 5 / 2001. — 885 с.
Т. 6 [Довідковий том] / 2001. — 277 с. + 1 CD-ROM «Фінсервіс».
- Інструменти та установи фінансового ринку: Енциклопедичний довідник / Укл. В. В. Фещенко та ін. — К. : Українське агентство фінансового розвитку, 2007. — 498 с.[33]
- Енциклопедія фінансових ідей / Київ, Укр. агент. фінанс. розвитку. 2011. — 440 с.[34]
- Енциклопедія корпоративного управління: у 3 т. — К. : Вид. Дім «Корпорація», 2006 . — ISBN 9668198-16-6.

Т. 2 : І-О / І. К. Бондар та ін. — 2006. — 422 с. — ISBN 9668198-22-0
Т. 3 : П-Я / [І. К. Бондар (наук. ред., кер. авт. кол.)] [та ін.] ; Спілка акціонерів України, Н.-д. екон. ін-т Мін-ва економіки України, Бердян. ун-т менеджменту і туризму. — 2007. — 478 с.
- Міжнародний бізнес. Українська бізнес-енциклопедія / Л. А. Віднійчук-Вірван, Н. В. Вірван. — Чернівці: Наші книги, 2008 . — 374 с. — ISBN 966-482-010-5
- Видатні фінансисти та сучасна практика: Енциклопедичний довідник / За ред. В. В. Фещенка. — К. : Українське агентство фінансового розвитку, 2011. — 392 с. — ISBN 978-966-96819-8-0[35]
- Економічна енциклопедія / Ред. рада: Б. Д. Гаврилишин (гол. ред.), С. В. Мочерний (відп. ред.), В. А. Ющенко, А. С. Гальчинський та ін. — Київ: Видавничий центр «Академія». ; Тернопіль: Акад. нар. гос-ва., 2000—2002. — ISBN 966-580-074-4. : Т. 1. / 2000. — 863 с. — ISBN 966-580-077-9

Т. 2. / 2001. — 848 с. — ISBN 966-580-101-5
Т. 3. / 2002. — 952 с. — ISBN 966-580-145-7
- Енциклопедія бізнесмена, економіста, менеджера / За ред. Р. Дяківа. — К. : Міжнар. екон. фундація, 2000. — 704 с. — Покажч. : Грош. знаки світу: с. 655—656; Покажч. : Назви грош. одиниць та їх символи: с. 657—659; Алф. покажч. : с. 660—703. — ISBN 966-95785-0-7
- Енциклопедія інвестицій: наук. вид. / Р. С. Дяків, А. В. Бохан, О. М. Бурлаков [та ін.] ; за ред. Р. С. Дяківа ; Міжнар. екон. фундація, Укр. акад. наук, Київ. нац. торг.-екон. ун-т. — К. : Міжнар. екон. фундація: Інтелектбізнес, 2008. — 512 с. — ISBN 966-96506-4-Х
- Енциклопедичний довідник з інвестування: як створити, зберегти та збільшити власний капітал / Керівник проекту В. В. Фещенко. — Київ: Українське агентство фінансового розвитку, 2009. — 594 с. — ISBN 978-966-96819-3-5[36]
- Економічний енциклопедичний словник: у 2-х т. / С. В. Мочерний, Я. С. Ларіна, О. А. Устенко, С. І. Юрій ; за ред. С. В. Мочерного. — Львів: Світ, 2011. –ISBN 978-966-603-424-6.[37]

Т. 1 : А-Н. — 2011. — 611 с. — 5 000 пр. — ISBN 978-966-603-425-3
Т. 2 : О-Я. — 2011. — 563 с. — 5 000 пр. — ISBN 978-966-603-426-0
- Енциклопедія водного господарства, природокористування, природовідтворення, сталого розвитку / А. В. Яцик, В. Я. Шевчук. К. : Генеза, 2006.
- Українська енциклопедія лісівництва. В 2-х т. Т. 1. А — Л / Нац. акад. наук України, Наук. т-во ім. Шевченка, Держ. ком. лісового госп-ва України ; За ред. С. А. Генсірука. — Львів: НАН України ; Наук. т-во ім. Шевченка, 1999. — 464 с. : iл. — ISBN 966-7155-14-5[9]

Українська енциклопедія лісівництва. У 2-х т. Т. 2. М — Я / Нац. акад. наук України, Наук. т-во ім. Шевченка, Держ. ком. лісового госп-ва України ; за ред С. А. Генсірука . — Львів: НВФ «Українські технології», 2007. — 422 с. — ISBN 978-966-345-132-9
- Митна енциклопедія: у 2 т. / редкол. : І. Г. Бережнюк (відп. ред. та ін.; Держ. НДІ мит. справи. — Хмельницький: Мельник А. А., 2013. — 536 с. — (Митна справа в Україні. Т. 23). (PDF 1-го тому; PDF 2-го тому)[39][40][41][42] (онлайн-версія)
- Енциклопедія корпоративних фінансів / Ред. В. В. Фещенко. — К. : Українське агентство фінансового розвитку, 2010. — 660 с. — ISBN 978-966-96819-5-9[43]
- Пенсійне забезпечення: енциклопедичний довідник / Ред. В. В. Фещенко. — К. : Українське агентство фінансового розвитку, 2009. — 464 с. — ISBN 978-966-96819-4-2[44]
- Енциклопедія страхування / Ред. В. В. Фещенко. — К. : Українське агентство фінансового розвитку, 2008. — 650 с. — ISBN 978-966-96819-2-8[45]
- Енциклопедія економічної освіти України / Упоряд. В. В. Болгов ; Укр. конфедерація журналістів, Ін-т біогр. дослідж. — Київ: Ін-т біогр. дослідж., 2013. — 166 , [1] с. : іл., портр. — ISBN 978-966-8178-60-3 (у паліт.)
- Енциклопедія господарських операцій / М. Бойцова та ін. — Х. : Видавничий будинок «Фактор», 2007. — 986 с. — Бібліогр. : с. 975—986. — ISBN 966-312-538-1
- Енциклопедія інновацій / В. о. Київ. нац. торг.-економ. ун-т; Підгот. Аліна Василівна Бохан, Валентин Петрович Голуб, Роман Степанович Дяків; За ред. Роман Степанович Дяків. — К. : Міжнародна економічна фундація, 2012. — 599 с. — ISBN 966-222-000-1
- Енциклопедія економічної конкуренції : 500 економічно-правових термінів / Уклад. Р. Б. Примуш, А. Ф. Кармаліта, Т. Ю. Степанова; За заг. ред. В. М. Олуйко. — Хмельницький: Поліграфіст-2, 2011. —239 с. — (Правова абетка) — 500 пр. — ISBN 966-15-0223-8
- Мала енциклопедія з податків. Українсько-російська енциклопедія з податків / Упорядник В. Жадько. — К. : ПП Павлуша, 2000. — 735 с.
- Інновації та венчурний бізнес. Енциклопедичний довідник / К. : — Укр. агентство фін. розвитку, 2010 р.[46]

##### Банки і банківська діяльність
- Банківська енциклопедія / М. І. Савлук, А. М. Поддєрьогін, А. А. Пересада, Н. Д. Олексієнко; ред. А. М. Мороз. — Київ: Ельтон, 1993. — 336 с. — ISBN 5-87272-013-0
- Банківська енциклопедія / С. Г. Арбузов, Ю. В. Колобов, В. І. Міщенко, С. В. Науменкова. — К. : Центр наукових досліджень Національного банку України: Знання, 2011. (PDF-файл)
- Енциклопедія банківської справи України / НБУ, Ін-т незалежних експертів; ред. В. С. Стельмах. — К. : Молодь: Ін Юре, 2001. — 680 с. — ISBN 966-7615-21-9
- Енциклопедія для банкіра: у 2 т. –Том 1 (теоретична та історична частини) / авт. кол. ; за наук. ред. д-ра екон. наук, проф. Т. Смовженко, канд. екон. наук, доц. Г. Стеблій, д-ра філос. наук, проф. З. Скринник. — К. : УБС НБУ, 2012. — 483 с.

Енциклопедія для банкіра: у 2 т. — Том 2 (практична термінологія) / ред. кол. ; за заг. ред. д-ра екон. наук, проф. Т. С. Смовженко, д-ра екон. наук, проф. Р. А. Слав'юка. — К. : УБС НБУ, 2013.
- Коротка банківська й комерційна енциклопедія / Юрій Ясницький . — Харків: Кооперативне видавництво «Рух», 1926. — 256 с.

##### Безпека життєдіяльності
- Енциклопедія безпеки життєдіяльності / Курчій Б. О. — Ірпінь: ІЄК, 2014. — 158 с.
- Енциклопедія виживання / В. В. Дивак ; Центр. ін-т післядиплом. пед. освіти, Акад. пед. наук України, Хмельниц.обл.ін-т післядиплом. пед. освіти. — Кам'янець-Подільський: Медобори, 2003. — 156 с. : табл. — (Безпека життєдіяльності). — ISBN 966-8100-13-1
- Безпека життєдіяльності, екологія та охорона праці: енциклопедичний словник / В. Е. Абракітов; Харк. нац. акад. міськ. госп-ва. — Х. : ХНАМГ, 2012. — 396 с. — ISBN 978-966-695-256-4 (PDF)

##### Туризм
- Енциклопедія інклюзивного реабілітаційно-соціального туризму / [В. В. Лепський та ін.] ; КЗ «Черкас. обл. центр мед.-соц. експертизи ЧОР», Уман. держ. пед. ун-т ім. Павла Тичини. — Умань: Візаві, 2019. — 562 с. : іл.
- Енциклопедичний словник-довідник з туризму / Автори-укладачі: В. А. Смолій, В. К. Федорченко, В. І. Цибух. Передмова В. М. Литвина. — К. : Видавничий Дім «Слово», 2006. — 372 с. — ISBN 966-8407-55-5 (онлайн-версія)

#### Інформатика, кібернетика, робототехніка
- Алгоритмізація та програмування. Енциклопедичне видання / Співаковський О. В. — К. : ТОВ Редакція «Комп'ютер», 2008. — ISBN 978-966-2952-00-1
- Енциклопедія кібернетики (укр.) (рос.) — перша у світі «Енциклопедія кібернетики» за редакцією В. Глушкова. Випустили Головна редакція Української радянської енциклопедії та Академія наук УРСР в двох томах (спершу українською (1973), потім російською (1974) мовою).
- Системне програмне забезпечення: енциклопедичне видання / Сергій Миколайович Копичко, Сергій Макарович Макаров; В. о. АПН України. Ін-т інформ. технологій і засобів навчання. —К. : Редакція «Комп'ютер», 2008. —128 с. —(Бібліотека вчителя інформатики; N 3) . — ISBN 966-295-208-7

#### Інформологія
- Енциклопедія соціогуманітарної інформології. Т. 1 / Коорд. проекту та заг. ред. проф. К. І. Бєляков. — Київ: Видавничий дім «Гельветика», 2020. — 472 с. — ISBN 978-966-992-211-3[47]

Енциклопедія соціогуманітарної інформології. Т. 2 / Коорд. проекту та заг. ред. проф. К. І. Бєляков. — Одеса: Видавничий дім «Гельветика», 2021. — 436 с. — ISBN 978-966-992-600-5

#### Історія
- Звід пам'яток історії та культури України: Енциклопедичне видання: У 28-ми кн.[48][49][50][51][52][53][54][55] (PDF-файли видань серії): Київ. — Ч. 1: А–Л / Редкол. : В. А. Смолій (голова) та ін. — К. : Голов. ред. Зводу пам'яток історії та культури при вид-ві «Українська Енциклопедія» ім. М. П. Бажана, 1999. — 608 с. — ISBN 966-95478-1-4 (dbl) (Повний текст PDF): Київ. — Ч. 2: М–С / Відп. ред. П. Тронько та ін. — К. : Голов. ред. Зводу пам'яток історії та культури при вид-ві «Українська енциклопедія» ім. М. П. Бажана, 2004. — С. 585—1216: іл. — ISBN 966-95478-2-2 (Повний текст PDF): Київ. — Ч. 3. : С–Я / Відп. ред. П. Тронько. — К. : Голов. ред. Зводу пам'яток історії та культури при вид-ві «Українська енциклопедія» ім. М. П. Бажана, 2011. — С. 1217—2197. — ISBN 966-95478-2-2-2 (Повний текст PDF): Полтавська область. Новосанжарський район / Авт. тексту: В. А. Андрієць та ін. — Полтава: Дивосвіт, 2007. — 178 с. — ISBN 978-966-7891-76-3 (Повний текст PDF): Полтавська область. Решетилівський район / Ред. кол. : Волошин Ю. В. та ін.; Авт. : В. А. Андрієць та ін. — Полтава: TOB «АСМІ», 2010. — 214 с. — ISBN 978-966-182-067-7 (Повний текст PDF): Полтавська область. Великобагачанський район / Ред. кол. : Волошин Ю. В. та ін; Авт. : В. А. Андрієць та ін. — Полтава: Полтавський літератор, 2010. — 244 с. — ISBN 978-966-192-086-5 (Повний текст PDF): Чернігівська область. Вип. 1: Чернігівський район / Упоряд. Е. Ілляшенко та ін.; Район. ред. кол. : В. Корж (гол. район. ред. кол.) та ін. — Чернігів: Десна Поліграф, 2015.‒– 208 с. — ISBN 978-617-7323-27-2
- Українська міфологія: енциклопедія
- Україна в міжнародних відносинах. Енциклопедичний словник-довідник. Випуск 1. Предметно–тематична частина: А–Г / Відп. ред. М. М. Варварцев. — К. : Ін-т історії України НАН України, 2009. (PDF): Випуск 2. Предметно–тематична частина: Д–Й / Відп. ред. М. М. Варварцев.—К. : Ін-т історії України НАН України, 2010. (PDF): Випуск 3. Предметно-тематична частина: К–О / Відп. ред. М. М. Варварцев. — К. : Ін-т історії України НАН України, 2012. (PDF): Випуск 4. Предметно-тематична частина: П–Я / Відп. ред. М. М. Варварцев. — К. : Ін-т історії України НАН України, 2013. (PDF)
- Історія війн і збройних конфліктів в Україні: Енциклопедичний довідник / Автори-упорядники: О. І. Гуржій та ін. — К., 2004.[56] (PDF; DjVu-файл)
- Рух опору в Україні: 1960—1990. Енциклопедичний довідник: 2-ге вид. / Передм. О. Зінкевича, О. Обертаса. — К. : Смолоскип, 2012. — 896 с. + 64 с. іл. — ISBN 978-966-1676-42-7 (PDF)(онлайн-версія)

- Світова історія: XX століття. Енциклопедичний словник / за. редакцією І. Підкови і Р. Шуста. — Львів : Літопис, 2008.[57]
- Енциклопедія морських катастроф України: (затонулі пам'ятки античної, середньовічної і новітньої історії: залишки міст і поселень, військові кораблі, цивільні судна, авіа- та бронетехніка: [наук. вид.] / С. О. Воронов; Ін-т археол. НАН України, Департамент підвод. спадщини. — К. : Богдана, 2008. — 892 c. — ISBN 978-966-7058-99-9
- Дослідники археології України: енциклопедичний словник-довідник / Г. Г. Мезенцева ; НАН України, Інститут археології, Чернігівський держ. педагогічний ін-т ім. Т. Г. Шевченка. — Чернігів: Сіверянська думка, 1997. — 205 с. — ISBN 966-02-0233-4
- Енциклопедія некрополезнавства / авт.-упоряд. В. Жадько. — К. : Преса України, 2013. — 703, [2] с. : фотогр. кольор. — 1000 екз.
- Історична наука у Національній академії наук України в особах: енциклопедичний довідник / Н. Абашина, О. Бачинська, І. Безлюдна, О. Беренштейн, С. Білокінь ; НАН України. Ін-т історії України ; гол. редкол. В. Смолій. — Київ: Ін-т історії України НАНУ , 2018. — 741 с. (онлайн-версія)

##### Історія. Персоналії
- Михайло Грушевський у Москві: авт. енциклопедія-хроноскоп / Володимир Мельниченко. — Київ: Либідь, 2015. — 565, [2] с. : іл. — 1000 екз. — ISBN 978-966-06-0700-2[58][59][60] (PDF-файли)
- Микола Костомаров: Віхи життя і творчості: Енциклопедичний довідник. К., 2005. (DjVu-файл; PDF)
- Володимир Кубійович: енциклопедія життя і творення / О. Шаблій ; Наукове товариство ім. Т. Шевченка в Європі. — Львів: Фенікс ; Париж: [б.в.], 1996. — 704 с. — ISBN 5-87332-047-0
- Одеські історики: енциклопедичне видання. — Т. 1: Початок XIX — середина XX ст. / Відп. ред. В. А. Савченко. — Одеса: Друкарський дім, 2009. — 478 с.
- Американський президенціалізм: інститут глави держави в США у персоналіях від зародження до сьогодення: біограф. енцикл. / наук. ред. Н. М. Хома. — Львів: Новий Світ-2000, 2018. — 368 с. — ISBN 978-617-7519-22-4 (коротко про видання)
- Знакові постаті українського походження у світовій цивілізації: енциклопедичне видання [електронний ресурс] / Редкол.: М. Железняк (відп. ред.), Я. Яцків, М. Андрейчин, Л. Дубровіна, М. Степаненко, М. Мельник, О. Іщенко. — Київ: Інститут енциклопедичних досліджень НАН України, 2022. — ISBN 978-966-02-9999-3 (електронне видання). — DOI 10.37068/b/9789660299993[61].

##### Історія України (загальна)
- Західно-Українська Народна Республіка, 1918—1923. Енциклопедія: [у 4 т.] / Івано-Франків. облдержадмін. [та ін.] ; [редкол.: М. Кугутяк та ін.]. — Івано-Франківськ: Манускрипт-Львів, 2018 . — ISBN 978-966-2067-43-9 тритомне видання.

Т. 1 : А — Ж. — 2018. — 686 с. : іл.
- Енциклопедія історії України / Редкол. : В. А. Смолій (голова) та ін. НАН України. Інститут історії України. — К. : В-во «Наукова думка», 2003—2013.[62] (PDF-файли)
- Ілюстрована енциклопедія історії України. В 3 т. / Авт. тексту Олександр Кучерук. — К. : Спалах.

Т. 1: Від найдавнішого часу до кінця 18 ст. / Авт. тексту: О. Кучерук ; Іл. та худож. оформл. Л. Голембовська, С. Голембовська . — Вид. перероб., доп . — Київ: Спалах, 2004. — 215 с. : іл. — ISBN 966-512-226-6 (DjVu-файл Т. 1: (від найдавнішого часу до кінця 18 ст.); PDF-файл)
- Історія України: А — Я: енциклопедичний довідник / Інститут історії України НАН України ; Упорядкув. та наук. ред. : І. З. Підкова, Р. М. Шуст, І. Гирич; наукова рада: В. Смолій (гол.), І. Гирич (відп. секр.) та ін.; кер. проекту О. Дубас. — 3-тє вид., доопрац. і доп. — К. : Генеза, 2008. — 1520 с.; іл.; карти. — ISBN 978-966-504-777-3[63]

- Новітня історія України. Імена, звершення, творчість: Іміджево-енциклопедичне видання. Вип. 1 / К. : Український видавничий консорціум, 2003. — 223 с. — ISBN 966-7953-30-0
- Радянська енциклопедія історії України

##### Козацтво
- Козацька енциклопедія для юнацтва: кн. ст. про іст. буття укр. козацтва / О. М. Апанович ; упоряд. О. Яремійчук. — Київ: Веселка, 2009. — 719 с. : іл., карти, фото. — ISBN 978-966-01-0526-3
- Козацька старшина Гетьманщини: енциклопедія / В. В. Кривошея ; Укр. ін-т нац. пам'яті. — Київ: Стилос, 2010. — 791 с. — ISBN 966-8009-99-0.
- Мала енциклопедія українського козацтва / С. О. Куглер та ін. ; заг. ред. С. О. Куглер ; Донецький ін-т туристичного бізнесу. — Донецьк: ДІТБ, 2000. — 108 с. : іл. — ISBN 966-95-776-2-4
- Українське Буджацьке козацтво: енциклопедія / [укладачі: В. Я. Тимофєєв, С. В. Ушанова]. — Дніпро: Т. К. Середняк, 2017. — 375 с. : іл., табл. — ISBN 9786177479153
- Українське козацтво: мала енциклопедія
- Українське козацтво: мала енциклопедія / Ф. Г. Турченко та ін. ; відп. ред. С. Р. Лях. — 2-ге вид., допов. і переробл. — Київ: Генеза ; Запоріжжя: Прем'єр, 2006. — 672 с. : іл., карти.[64] (онлайн-версія 1-го видання)
- Україна під булавою Богдана Хмельницького: енциклопедія: у 3 т. / С. Коваленко. — Київ: Стікс-Ко, 2007—2009.[65]

Т. 1 / передм. Н. Третьякової. — 2007. — 376 с. : кольор. іл. — ISBN 978-966-96849-0-5
Т. 2 / передм. Н. Третьякової. — 2008. — 480 с. : кольор. іл. — ISBN 978-966-96849-1-2
Т. 3 / наук. ред. В. Кривошея. — 2009. — 480 с. — 1 000 пр. — ISBN 978-966-96849-3-6

##### Архівознавство
- Українська архівна енциклопедія / Держкомархів України, УДНДІАСД; Редколегія: І. Б. Матяш (голова) та ін. — К., 2008. — 680 с.

#### Культурознавство, мистецтвознавство, етнографія та етнологія
- Шевченківські лауреати 1962—2001 : енциклопедичний довідник / авт.-упоряд. М. Г. Лабінський ; вступ. сл. І. М. Дзюба. — К. : Криниця, 2001. — 696 с. : іл. — ISBN 966-7575-29-2

Шевченківські лауреати 1962—2007 : енциклопедичний довідник / авт.-упоряд. М. Г. Лабінський ; вступ. слова І. М. Дзюба, Р. М. Лубківський. — Вид. 2-ге, змін. і доп. — К. : Криниця, 2007. — 765 c. : фотоіл. — ISBN 978-966-7575-81-6
Шевченківські лауреати 1962—2012 : енциклопедичний довідник / М. Г. Лабінський. — 3-тє вид. — К. : Криниця, 2012.
- Культура: ілюстрована енциклопедія України / Мирослав Попович. — К. : Балтія-Друк, 2009. — ISBN 966-8137-61-7[67]
- Культурологія: енциклопедичний словник / Альчук М. П., Бацевич Ф. С., Бойко І. М., Васьків А. Ю., Гапон Н. П. та ін. Ред., вступ. ст. В. П. Мельник . — Львів : Видавництво Львівського університету ім. І. Франка, 2013 . — 506 с. — ISBN 978-617-10-0026-1.[68][69][70]
- Українська етнокультурологічна енциклопедія: у 5 т. / [В. Авдєєв та ін.] ; ред. рада: В. А. Бітаєв (відп. ред.) [та ін.] ; Нац. акад. мистецтв України, Нац. акад. керівних кадрів культури і мистецтв, Ін-т культурології НАМ України. — Київ: Нац. акад. керівних кадрів культури і мистецтв, 2013.

Т. 1 : А — Е. — 552 с.
Т. 2 : Е — Л. — 544 с.
Т. 3 : Л — Н. — 556 с.
Т. 4 : Н — Р. — 548 с.
Т. 5 : Р — Я. — 534 с.
- Енциклопедичний словник понять і термінів з етнології = Encyclopedic dictionary of concepts and terms in ethnology / Степан Петрович Павлюк ; НАН України. Ін-т народознавства ; ред. Уляна Крук ; відп. за вип. Микола Балагутрак. — [2-ге вид, перероб. і допов.]. — Львів: Ін-т народознавства НАН України, 2020. — 447 с.
- Короткий енциклопедичний словник з культури / Відп. ред. В. Ф. Шевченко, автори: М. М. Корінний, В. Ф. Шевченко.— К. : Україна, 2012. — 384 с. — ISBN 978-966-524-406-6[71]
- Енциклопедія художньої культури. Мистецька освіта: бібліографія, документи, теорія. 4000 джерел бібліографії. 300 фотодокументів. 1000 термінів / Р. Т. Шмагало. — Львів : ЛНАМ, 2013. — 520 с. : іл. — ISBN 978-966-8734-23-6[72][73][74]
- Енциклопедичний словник символів культури України /за заг. ред. В. П. Коцура, О. І. Потапенка, В. В. Куйбіди. — 5-те вид. — Корсунь-Шевченківський: ФОП Гавришенко В. М., 2015. — 912 с. (PDF)
- Втрачені шедеври України: енциклопед. слов. / Іван Лисенко. — Житомир: ПП «Рута», 2014. — 224 с. — ISBN 978-617-581-228-0
- Вогнища української культури: енцикл. слов. / Іван Лисенко. — Житомир: Рута, 2014. — 198, [1] с. — ISBN 978-617-581-217-4
- Архітектура і монументальне мистецтво: Терміни та поняття / Тимофієнко В. І. ІПСМ АМУ. — К. : ІПСМ АМУ; Головкиївархітектура, 2002. — 472 с.
- Енциклопедія архітектурної спадщини України: тематичний словник багатотомного видання / Укр. акад. архіт.; укл. В. І. Тимофієнко. — К. : УАА, 1995. — 365 с. — ISBN 5-7707-8972-7
- Співаки України: енцикл. вид. / Іван Лисенко. — Київ: Знання, 2012. — 639 с. : іл. — ISBN 978-617-07-0077-3
- Співаки України: енциклопед. вид. Т. 2 / Іван Лисенко. — Житомир: Рута, 2018. — 256 с.
- Словник співаків України. Енциклопедичне видання. / Лисенко І. М. — К. : Рада, 1997.
- Українські співаки XI—XVIII ст. : енциклопед. слов. / Іван Лисенко. — Київ: Рута, 2015. — 143 с. — ISBN 978-617-581-229-7
- Зарубіжні співаки в Україні: енциклопедичний словник / Іван Максимович Лисенко. — Кам'янець-Подільський: Друкарня «Рута», 2019. — 270, [1] с.
- Енциклопедія художнього металу. Том І. Світовий та український художній метал. Том ІІ. Художній метал України XX — поч. XXI ст. / Автор проекту Р. Т. Шмагало. — Львів: Апріорі, 2015.
- Мистецтво України. Енциклопедія. В 5 т. Т. 1: А-В / Редкол. : Відп. ред. А. В. Кудрицький. — Київ: Українська енциклопедія, 1995. — 400 с. — ISBN 5-88500-026-3 (скан 1-го тому[недоступне посилання з липня 2019])[75]
- Мистецтво України: біографічний довідник / Упорядн. : А. В. Кудрицький, М. Г. Лабінський. За ред. А. В. Кудрицького. — К. : «Українська енциклопедія» ім. М. П. Бажана, 1997. — 700 с. (онлайн-версія)
- Митці України: енциклопедичний довідник / за редакцією А. В. Кудрицького — К. : Українська енциклопедія, 1992. — 848 с. (онлайн-версія)
- Митці Рівненщини: енциклопедичний довідник / Б. Й. Столярчук. — Рівне: Ліста, 1997. — 365 с. : іл. — ISBN 966-7204-02-5

Митці Рівненщини: енциклопедичний довідник. — 2-ге вид., доповн. і перероб. / Б. Столярчук. — Рівне: О. Зень, 2011. — 386 с. (PDF)
- Літературно-краєзнавча енциклопедія Рівненщини / І. Г. Пащук. — Рівне: Волинські обереги, 2005. — 212 с. : іл. — ISBN 966-8306-91-0
- Митці Буковини: енциклопедичний довідник / Укл. Т. Дугаєва, І. Міщенко. — Чернівці, 1998.
- Енциклопедія мистецтва Полтавщини. У 2 т. / Ханко В. M. Наук. ред. С. Білокінь. НАН України. Інститут історії України, Центр культурологічних студій. — Полтава: TOB «АСМІ»; Видавець О. Ханко, Т. 1: А–Л, 2014; Т. 2: М–Я, 2015.[76][77]

- Сучасна енциклопедія декоративно-прикладного мистецтва / Л. В. Варава ; пер. з рос. І. Г. Данилюк. — Донецьк: ТОВ ВКФ «БАО», 2007. — 303 с. : іл. — ISBN 966-338-571-5
- Художня культура західних і південних слов'ян (XIX — початок XX століття): Енциклопедичний словник / Голов. ред. Г. А. Скрипник. — К. : ІМФЕ ім. М. Т. Рильського, 2006.[78]
- Енциклопедія нашого українознавства / О. А. Кривенко, В. В. Павлів; худож.-оформ. Л. П. Вировець. — 3-тє вид., перероб. і доп. — Харків: Фоліо, 2012. — 144 с.
- Енциклопедія Трипільської цивілізації / Авт. кол. : Бурдо Н. Б. (відп. секр.), Відейко М. Ю. (гол. ред) та ін. Міністерство культури і мистецтв України; Державне підприємство «Книжкова палата України ім. Івана Федорова»; Національна комісія України у справах ЮНЕСКО; Корпорація «Індустріальна спілка Донбасу»; ЗАТ «Петроімпекс». — Т. 1. — Кн. 1. — К., 2004. — 703 с.; Т. 1. — Кн. 2. — К., 2004. — 320 с.; Т. 2. — К., 2004.
- Українська діаспора: збірник. Ч. 5 / Ін-т соціології АН України. Ред. Енциклопедії Укр. Діаспори (США); Ред. В. Євтух (Укр.), В. Маркусь (США). — К. : Інтел, 1994 ; Чикаго: Інтел, 1994. — 180 с.
- Енциклопедія української діяспори. У 7-ми т. Т. 1: Сполучені Штати Америки, кн. 1: А — К / Гол. ред. Василь Маркусь; співред. Дарія Маркусь; іл. Надія Заяць . — Нью-Йорк; Чикаго: Наукове Товариство ім. Шевченка в Америці, 2009 . — 433 с. : іл. — XV . — ISBN 0-88054-145-8[79]

Енциклопедія української діяспори. У 7-ми т. / Ред. В. Маркусь. — Т. 1. , кн. 2: Л — Р. — Нью-Йорк; Чикаго, 2012. — XIII, 348 с. : іл.
Енциклопедія української діяспори. У 7 т. Т. 4. Австралія-Азія-Африка / Наук. т-во ім. Т. Шевченка, Нац. акад. наук України ; голов. ред. В. Маркусь. — Київ; Нью-Йорк; Чикаго: Інтел, 1995. — 250 с. : іл. (PDF-файл)
- Українці Австралії: енциклопед. довід. / ред. В. Шумський, М. Шумський. — Сідней: Вільна думка. — 2001. — 672 с. — ISBN 0-908168-11-Х (PDF)
- Українська народна енциклопедія / упоряд. Р. Федорів. — Львів: Червона калина, 1996. — 644 с. — ISBN 5-7707-0714-3
- Енциклопедія етнокультурознавства. Понятійно-термінологічний інструментарій, концептуальні підходи / Ю. І. Римаренко та ін. ; ред. Ю. І. Римаренко ; Ін-т держави і права ім. В. М. Корецького НАН України, Держ. акад. керівних кадрів культури і мистец. — К. : Видавництво ДАКККіМ, 2000—2001. — ISBN 966-7435-47-4[83]

Ч. 1, кн. 1 : Особа, нація, культура ; «А-Є» (кн. 1) ; — 2000. — 332 с. — ISBN 966-7435-48-2
Ч. 1, кн. 2 : Особа, нація, культура ; «Е-Н» (кн. 2) ; — 2001. — 521 с. — ISBN 966-7435-54-7
Ч. 1, кн. 3 : Особа, нація, культура ; «Н-Я» (кн. 3) ; — 2001. — 247 с. — ISBN 966-7435-63-6
Ч. 2, кн. 1 : Культура і мистецтво в етнонаціональному вимірі ; «А-Л» (кн. 1) ; — 2001. — 458 с. — ISBN 966-7435-64-4
Ч. 2, кн. 2 : Культура і мистецтво в етнонаціональному вимірі ; «М-Р» (кн. 2) ; — 2001. — 375 с. — ISBN 966-7435-64-4
Ч. 2, кн. 3 : Культура і мистецтво в етнонаціональному вимірі ; «С-Я» (кн. 3) ; — 2001. — 325 с. — ISBN 966-7435-60-1
- Українська енциклопедія етномистецтвознавства та етнокультурології: у 5 т. / Ред. рада: В. А. Бітаєв, Ю. П. Богуцький, А. В. Чебикін, В. Г. Чернець та ін. / НАМ України, Нац. акад. керівних кадрів культури і мистецтв, Ін-т культурології НАМ України. — К. : НАКККіМ, 2014. — Т. I. — 552 с.; Т. II. — 544 с.; Т. III. — 556 с.; Т. IV. — 548 с.; Т. V. — 534 с.[84][85][86]
- Етнічність: енциклопедичний довідник / В. Б. Євтух ; Нац. пед. ун-т імені М. П. Драгоманова, Центр етноглобалістики. — К. : Фенікс, 2012. — 396 с. (онлайн-версія; PDF-файл)[87]
- Мала енциклопедія українського народознавства / За ред. С. Павлюка. — Львів: Інститут народознавства НАН України, 2007. — 832 с.[88]
- Ілюстрована енциклопедія вірменської культури в Україні з каталогізованим додатком переліку пам'яток вірменської культури в музеях та заповідниках: у 2-х т. = Иллюстрированная энциклопедия армянской культуры в Украине с калогизированным приложением перечня памятников армянской культуры в музеях и заповедниках / Ірина Гаюк. — Львів: Афіша, 2012. — ISBN 978-966-325-171-4.[89][90][91][92][93][94][95][96][97][98][99][100][101][102]

Т. 1. — 2012. — VII, 980 с. : іл. — Текст: укр., рос. — Покажчики геогр., імен., іл. : с. 537—613. — Бібліогр. : с. 614—623. — ISBN 978-966-325-172-1
Т. 2. — 2012. — 415 c. — Текст: укр., англ. — ISBN 978-966-325-173-8
- Літературно-мистецька енциклопедія Кіцманщини / Р. Дуб. — 2. вид., перероб. і доп. — Чернівці: [б.в.], 1998. — 90 с.
- Енциклопедія українознавства: у 2 кн. / В. П. Супруненко. — Д. : ВАТ «Дніпрокнига», 1999.

Кн. 1 : Ми українці / мал. Н. Музиченко. — 1999. — 412 с. : іл.
Кн. 2 : Вся Україна: в цифрах, фактах, подіях і особах. — 1999. — 141 с. : іл. — ISBN 966-7691-00-4
- Українська мала енциклопедія: у 4 т. / Євген Онацький. — Вид. 2-ге, уточн. — Київ: Пульсари, 2016 . — ISBN 978-617-615-060-2.

Т. 1 : А — І / упоряд. та наук. ред. д-р іст. наук Сергій Білокінь. — 2016. — 561, [1] с. : портр. — 1000 пр.
- Енциклопедія Бойківщини: люди, мова / Р. С. Дяків, Н. Я. Гілко, Б. В. Гузій, Н. О. Кляшторна, І. О. Корчинський та ін. — К. : МЕФ, 2014. — 295 с.[103][104]

##### Кіно
- Український енциклопедичний кінословник / уклад. С. Д. Безклубенко, О. Г. Рутковський ; Київ. нац.ун-т культури і мистец., Ін-т мистецтвознав., фольклористики та етнології ім. М. Рильського НАН України. — К. : КНУКІМ, 2006.

Т. 1 : Основні терміни та поняття. — [Б. м.]: [б.в.], 2006. — 500 с. — ISBN 966-602-076-9

##### Музейництво
- Археологічне музейництво: енциклопедичний довідник / Укл. Д. В. Кепін. — К. : Ун-т «Україна», 2010. — 268 с.[105]

- Українська музейна енциклопедія (УМЕ): [Зб. наук.-метод. матеріалів]. — К., 2006. — 155 с.

##### Музичне мистецтво
- Національна опера України: енциклопедія. Т.1. А–К. — К. : Музична Україна, 352 с.[106][107]
- Виконавське музиканство: Енциклопедичний довідник / Укл. М. А. Давидов. — Луцьк: Волинська обласна друкарня; К. : Національна музична академія України ім. П. Чайковського, 2010. — 399 с.
- Галицька концертмейстерська школа: енциклопедичний довідник / Укл. Т. Молчанова. — Львів, Сполом, 2014. — 174 с. — ISBN 978-966-665-915-9
- Мала українська музична енциклопедія / Осип Залевський. — Мюнхен: Дніпрова хвиля, 1971. — 125 с. (PDF-файл)
- Популярна музика: енциклопедичний словник / авт.-уклад. Володимир Миколайович Откидач. — Харків: Лідер, 2018. — 893 с.
- Мала енциклопедія піаніста-концертмейстера, артиста камерного ансамблю / Тетяна Молчанова. — Львів: Сполом, 2013. — 286 с. : іл., ноти. — ISBN 9789666657902.
- Словник музичної термінології / НАН України, Ін- енциклопедичних дослідж. НАН України. — К. : Інститут енциклопедичних досліджень, . — 112 с.
- Українська енциклопедія джазу / Укл. В. С. Симоненко. — К. : Центрмузінформ, 2004. (PDF-файл)
- Українські кобзарі, бандуристи, лірники. Енциклопедичний довідник / Б. М. Жеплинський, Д. Б. Ковальчук. — Львів: Галицька видавнича спілка, 2011. — 316 с. — ISBN 978-966-1633-26-0 (PDF-файли: А-Лаз; Лаз-Рус; Рус-Ящ; Фотографії) [108]
- Українська музична енциклопедія: у 4-х т. / голова ред. кол. Г. Скрипник ; НАН України, Ін-т мистецтвознав., фольклористики та етнології ім. М. Т. Рильського. — К. : ІМФЕ ім. М. Т. Рильського, 2006 — . — ISBN 966-02-4099-6 (загальний).[109][110][111][112]

Т. 1 : [А — Д] / редкол. тому: А. Калениченко та ін. — 2006. — 679 с. : іл. — 1 000 пр. — ISBN 966-02-4100 (Т. 1) (PDF 1-го тому): Т. 2 : [Е — К] / редкол. : І. Сікорська, Н. Костюк. — 2008. — 664 с. : фотогр. — 1000 пр. — ISBN 966-02-4100 (Т. 2) (PDF 2-го тому): Т. 3 : [Л — М] / редкол. : А. Калениченко та ін. — 2011. — 627, [16] с. : іл. — 500 пр. — ISBN 978-966-02-6061-0 (Т. 3)
- Енциклопедія української пісні / І. Лисенко. — 2-ге вид., доп. і виправ. — Житомир: Рута, 2019. — 603 с.[114]

##### Образотворче мистецтво
- Образотворче мистецтво: енцикл. ілюстр. словник-довідник / упоряд. А. Пасічний. — К. : Факт, 2007. — 678 с. : іл. — ISBN 978-966-359-220-6[115]
- Словник художників України / Ред. кол. : Бажан М. П., Афанасьєв В. А., Білецький П. О. та ін. — К. : Гол. ред. Укр. Рад. Енциклопедії, 1973. — 267 с.
- Художники України: енциклопедичний довідник / голова ред. кол. В. Д. Сидоренко ; Національна академія мистецтв України, Інститут проблем сучасного мистецтва. — К. : Інтертехнологія, 2006.

Вип. 1 / авт.-упоряд. М. Г. Лабінський. — К. : [б.в.], 2006. — 640 с. : іл. — ISBN 978-966-96839-3-9

##### Театр
- Мала енциклопедія режисера театру анімації: матеріали до курсів «Режисура театру анімації», «Теорія театру анімації», «Історія театру анімації України», «Історія світового театру анімації» для студ. навч. закл. III—IV рівнів акредитації: навч. посіб. / О. О. Інюточкін; Харк. нац. ун-т мистец. ім. І. П. Котляревського. — Х. : Колегіум, 2012. — 167 c. — Бібліогр. : с. 161—167 — укр.
- Мала енциклопедія Театру на Подолі / К. : Пульсари, 2008. — 152 с.
- Театри Дніпропетровщини: енциклопедія / Г. Гронська та ін. ; заг. ред. Т. Шпаковська ; фото М. Бичинський та ін. — Д. : Дніпрокнига, 2003. — 718 с. : фотоіл. — (Серія «Пізнавай і шануй свій край»). — ISBN 966-7691-50-0

##### Фольклористика
- Українська фольклористична енциклопедія / керівник проекту, науковий редактор, упорядник Василь Сокіл. Інститут народознавства НАН України. — Львів, 2018. — 800 с. — 500 пр. — ISBN 978-966-02-8463-0[116]
- Українська фольклористична енциклопедія: у 2 т. / НАН України, Ін-т мистецтвознавства, фольклористики та етнології ім. М. Т. Рильського. — Київ: Сталь, 2018—2020. — ISBN 978-617-676-143-3.

Т. 1 : А — Л / [упоряд., наук. ред., керівник проекту д-р філол. наук, проф. М. К. Дмитренко, редкол. : М. К. Дмитренко (голова) та ін.]. — 2018. — 739 с. : іл. — Парал. тит. арк. англ. — Бібліогр. в кінці ст. — 500 прим. — ISBN 978-617-676-144-0 (Т. 1)
Т. 2 : М — Я / Гол. редкол. Микола Костянтинович Дмитренко ; редкол. С. Й. Грица, А. І. Іваницький, Л. О. Єфремова. — 2020. — 687 с. : фотоіл., портр.

#### Літературознавство
- Українська літературна енциклопедія. — К., 1988—1995. — Т. 1—3. (онлайн-версія)
- Літературознавча енциклопедія: У 2-х т. / Авт.-уклад. Ю. І. Ковалів. — К: ВЦ «Академія», 2007. (DjVu-файли т. 1 i т. 2) (онлайн-версія)
- Мала літературна енциклопедія / Павло Богацький. — Сідней, 2002.  (PDF і DjVu-файли) (онлайн-версія)
- Мала літературна енциклопедія / Дрогобицький ДПУ ім. І. Франка; Укл. П. Богацький; ред. О. Баган. — Дрогобич: Трек, 2013. —260 с. — 300 пр. — ISBN 978-966-97337-0-2
- Азбуковник: енциклопедія української літератури. У 2-х т. / Укл. Б. Романенчук. — Філадельфія: Київ, 1969—1973.  (т. 1, PDF-файл і т. 2, PDF-файл) (онлайн-версія)
- Львів — місто натхнення. Література: іл. худож.-енциклопед. путівник / упоряд. О. Муха. — Львів: Вид-во Старого Лева, 2017. — 435, [4] с. : іл., портр. + мапа іл. худож.-енциклопед. путівника ([1] арк. склад. в 8 разів). — ISBN 978-617-679-345-8
- Енциклопедія Української Літератури
- Повернення деміургів / Плерома 3'98. Мала українська енциклопедія актуальної літератури — Івано-Фанківськ: Лілея-НВ, 1998. — 288 с. — ISBN 966-7263-22-3 (глосарійний корпус; PDF[недоступне посилання з червня 2019])[120]
- Енциклопедія-довідник зі світової літератури / Л. М. Удовиченко; за заг. ред. Н. М. Кадоб'янської. — К. : Видавничий дім «Освіта», 2012, — 144 с. — ISBN 978-617-656-152-1
- Лауреати Нобелівської Премії 1901—2001 : енциклопедичний довідник / уклад. : С. О. Довгий, В. М. Литвин, В. Б. Солоіденко. — Вид. ювілейне. — Київ: Український Видавничий Центр ; К. : ДІА, 2001.
- Зарубіжні письменники. Енциклопедичний довідник. У 2 т. / За ред. Н. Михальської та Б. Щавурського. — Тернопіль: Навчальна книга — Богдан, 2005. (онлайн-версія) (PDF-фрагмент)

##### Літературознавство персоналій
- Життєва мудрість у творах Івана Багряного: енциклопедичний словник / В. К. Кунов. — К. : КВІЦ, 2006. — 388 с. — (Всесвітня серія «Письменники-мислителі»). — ISBN 966-7192-91-1
- Життєва мудрість у творах Олега Чорногуза: енциклопедичний словник / В. К. Кунов. — К. : КВІЦ, 2005. — 96 с. : фотогр. — (Всесвітня серія «Письменники-мислителі»). — ISBN 966-7192-60-1

###### Літературознавство Гоголя
- Гоголівська Москва. Авторська енциклопедія-хроноскоп / Мельниченко В. Ю. — М. : ОЛМА Медіа Групп, 2011. — 832 стор. — ISBN 978-5-373-03835-5 (PDF)
- Микола Гоголь і Україна: енциклопедія / Г. В. Самойленко. — Ніжин: НДУ ім. М. Гоголя, 2020. — 696 с. (PDF-файл) (онлайн-версія)
- Микола Гоголь у Москві: авт. енцикл.-хроноскоп / Володимир Мельниченко ; голов. ред. Світлана Головко. — К. : Либідь, 2013. — 542 с. : кольор. іл. — 1000 екз. — ISBN 978-966-06-0658-6[121]

###### Літературознавство Шевченка
- Тарас Шевченко і Крим: енциклопедичний довідник / Укл. Г. А. Рудницький. — Сімферополь: Таврія, 2001. — 288 с. — ISBN 5-7780-0828-7
- Шевченківська енциклопедія: Літературні твори / редкол.: М. Г. Жулинський (гол.) (та ін.). — Київ: Імекс-ЛТД, 2016. — 896 с. (іл.; кольор. вклейка) // Слово і час. — 2017. — № 5. — С. 118. — Режим доступу: http://nbuv.gov.ua/UJRN/sich_2017_5_20
- Шевченківська енциклопедія: Тарас Шевченко та його сучасники: енциклопедія / редакційна колегія: М. Г. Жулинський (голова), М. П. Бондар, О. В. Боронь [та ін.]. — Київ: Видавництво Ліра-К, 2021. — 608 с. : іл.; кольор. вклейка. ISBN 978-617-520-093-3[122]
- Шевченківська енциклопедія: У 6-ти т. — Т. 1—6 / Гол. ред. М. Г. Жулинський. — К. : Ін-т літератури ім. Т. Г. Шевченка, 2012—2015.[123][124][125][126][127][128][129] (онлайн-перегляд)
- Шевченківський енциклопедичний словник Миколаївщини : 200-літтю від дня народження Тараса Шевченка присвячується. — Миколаїв: НУК, 2014. — 562 с. — (Шевченкіана Миколаївщини). — ISBN 978-966-321-000-0[130]

###### Літературознавство Франка
- Франківська енциклопедія: у 7 т. / редкол. : М. Жулинський, Є. Нахлік, А. Швець та ін. ; Інститут літератури ім. Т. Г. Шевченка НАН України, Інститут Івана Франка НАН України. — Львів: Світ, 2016- . — ISBN 9789669140333.

Т. 1: А–Ж / наук. ред. і упоряд. Є. Нахлік ; передмова М. Жулинський, Є. Нахлік. — 2016. — 680 с.

##### Літературознавство за регіонами
- Літературно-мистецька енциклопедія Кіцманщини. 2-е вид., перероб. і доп. / Дуб Р. — Чернівці, 1998. — 90 с.

- Полтавщина літературна. Енциклопедичний бібліографічний словник у трьох книгах / П. П. Ротач, О. П. Ротач.-Книга 1: А-Ж.- Полтава: Дивосвіт,2020.- 920 с.

- Літературна енциклопедія Черкащини. Фрагменти / В. Поліщук // Вісник Черкаського університету. Філологічні науки. — 2013. — № 5. — С. 138—142.[132]

Літературна енциклопедія Черкащини (Подача сьома) / В. Поліщук // Вісник Черкаського університету. Серія: Філологічні науки. — 2015. — № 5. — С. 91-101.
Літературна енциклопедія Черкащини (фольклорний аспект) / В. Поліщук // Літературознавство. Фольклористика. Культурологія. — 2015. — Вип. 18-20. — С. 333—340.

#### Мас-медіа, видавнича справа, бібліотечна справа
- Енциклопедія видавничої справи: навч. посіб. / В. П. Ткаченко, І. Б. Чеботарьова, П. О. Киричок, З. В. Григорова. — Х. : Прапор, 2008. — 320 с. — Бібліогр. : с. 309—311. — 1000 пр. — ISBN 978-966-1643-01-6 (онлайн-версія)

- Українська бібліотечна енциклопедія: наук. проект / Нац. б-ка України ім. Ярослава Мудрого
- Українська журналістика в іменах: Матеріали до енцикл. словника. Вип. 1—20 / Н.-д. центр періодики Львівської наук. б-ки ім. В. Стефаника НАН України; Ред. М. М. Романюк. — Львів, 1994—2013.

Вип. 8. — 2001. — 416 с.
Вип. 9. — 2002. — 436 с. — 500 пр. — ISBN 966-02-2345-5
Вип. 10. — 2003. — 588 с. — 500 пр. — ISBN 966-02-2346-3
Вип. 11. — 2004. — 568 с. — 300 пр. — ISBN 966-02-3157-1
Вип. 12. — 2005. — 616 с. — 300 пр. — ISBN 966-02-3499-6
Вип. 13. — 2006. — 576 с. — 300 пр. — ISBN 966-02-3912-2
Вип. 16 / Відп. ред. Лідія Сніцарчук. — 2009. — 392 с. — 300 пр. — ISBN 966-02-5172-4
Вип. 17 / Відп. ред. Лідія Сніцарчук; Відп. за вип. Зоряна Наконечна. — 2010. — 400 с. — 300 пр. — ISBN 966-02-5597-5
Вип. 18. — 2011. — 455 с. — 300 пр. — ISBN 978-966-02-5597-5
Вип. 19 / Відп. ред. Лідія Сніцарчук. — 2012. — 378 с. — ISBN 978-966-02-6697-1
Вип. 20 / Відп. ред. Лідія Сніцарчук. — 2013. — 664 с. — ISBN 978-966-02-7131-9
- Енциклопедія електронних мас-медіа: у 2 т. / І. Г. Мащенко. — Запоріжжя: Дике Поле, 2006.[135]

T. 1: Всесвітниій відео-аудіо-літопис: дати, події, факти, цифри, деталі, коментарі, персоналії. — 384 с. — ISBN 966-8132-72-6
Т. 2: Термінологічний словник основних понять і виразів. — 511 c. — ISBN 966-8132-72-6
- Енциклопедія для видавця та журналіста: енциклопедичний словник-довідник / Ю. В. Бондар, М. Ф. Головатий, М. І. Сенченко ; МАУП, Кн. палата України. — К. : ДП "Видавничий дім «Персонал», 2010. — 400 с. — ISBN 978-966-608-997-0[137][138]
- Український BEST. Міні-енциклопедія книжкового року / Упоряд. К. Родик, Т. Щербаченко. — К. : Книжник-review, 2005. — 272 с. : іл. — (Книжка року'2004). — ISBN 966-96327-2-2
- Сучасні журнали України: типи, властивості, контент: довід.-енцикл. вид. / М-во освіти і науки України, Київ. нац. ун-т ім. Т. Шевченка ; упоряд.: Н. М. Сидоренко, О. Ю. Сухомлин ; за заг. ред. Н. М. Сидоренко ; наук. ред. В. В. Різун. — Київ: ВПЦ «Київ. ун-т», 2015. — 367 с.
- Велика українська енциклопедія. Слóвник / Держ. наук. установа «Енициклопед. вид-во» ; упоряд. : Киридон А. М. та ін. ; ред. : Якубець О. А. (відп. ред.) та ін. — Київ: Енциклопед. вид-во, 2015. — 1406 с. — 100 пр.[139]

#### Математика
- Енциклопедичний довідник у таблицях. Алгебра. Геометрія. Інформатика : 7-мі—11-ті кл. : пер. з рос. / Іваниця С. В. — Донецьк: ВКФ «БАО», 2012. — 431 с. : іл., табл. — 15 000 пр. (1-й з-д 1—3 000). — ISBN 978-966-481-574-8. — ISBN 978-966-481-525-0 (у паліт.)

#### Медицина
- Мала студентська енциклопедія з акушерства та гінекології: навч. посіб. для студ. вищих мед. навч. закл. III—IV рівнів акредитації / Л. Б. Маркін, О. В. Шахова, О. М. Жемела та ін. — Дрогобич: Посвіт, 2014. — 204 с.
- Здоров'я матері і дитини: енциклопедія / За ред. О. М. Лук'янової. − К. : Українська енциклопедія, 1992. − 702 с. : іл.
- Енциклопедичний тлумачний словник фармацевтичних термінів: укр.-латин.-рос.-англ. / Нац. фармацевт. ун-т; Уклад. Іван Матвійович Перцев, Євгенія Іванівна Світлична, Олена Анатоліївна Рубан; За ред. В. П. Черних; Передм. Іван Матвійович Перцев. — Вінниця: Нова книга, 2014. — 820 с.
- Енциклопедичний тлумачний словник з фармації: українсько-латинсько-російсько-англійський / [уклад.: А. А. Котвіцька та ін.] ; за ред. проф. А. А. Котвіцької ; Нац. фармацевт. ун-т. — Вид 2-ге, перепрац. та допов. — Харків: Золоті сторінки: НФАУ, 2019. — 761, [1] с. — ISBN 978-966-615-562-0
- Медична енциклопедія / П. І. Червяк ; Нац. акад. мед. наук України. — Вид. 3-є, допов. — К. : Просвіта, 2012. — 1503 с. (читати он-лайн)
- Сімейна медицина: енциклопедія: У 5 т. / ред. Є. Х. Заремба. — К. : Здоров'я, 2005.

Т. 1, кн. 1 : Внутрішні хвороби: У 2 кн. ; Хвороби органів кровообігу. Ревматичні хвороби. Хвороби органів дихання. Хвороби ендокринної системи (кн. 1) / Є. Х. Заремба та ін. ; . — [Б. м.]: [б.в.], 2005. — 768 с. — Бібліогр. : с. 765—767. — ISBN 5-311-01400-8
Т. 1, кн. 2 : Внутрішні хвороби: у 2 кн., Хвороби органів травлення. Хвороби нирок і сечових шляхів. Хвороби органів кровотворення. Експертиза працездатності при патології внутрішніх органів (кн. 2) / Є. Х. Заремба та ін. ; ред. В. Г. Передерій, Є. Х. Заремба. — [Б. м.]: [б.в.], 2006. — 568 с. — Бібліогр. : с. 561—567. — ISBN 978-966-463-003-7 (т. 1, кн. 2). — ISBN 5-311-01400-8
Т. 2 : Дитячі хвороби. Інфекційні хвороби. Основні принципи лікування хворих / О. Ю. Барнет та ін. ; ред. В. Г. Передерій, Є. Х. Заремба. — [Б. м.]: [б.в.], 2008. — 736 с. — ISBN 5-311-01400-8. — ISBN 978-966-463-016-0
Т. 3 : Хірургічні хвороби. Ортопедія і травматологія. Неврологія і нейрохірургія. Нетрадиційні методи лікування / О. О. Біляєва та ін. ; за ред. д-ра мед. наук, проф. В. Г. Передерія, акад. АНВШ України, д-ра мед. наук, проф. Є. Х. Заремби. — 2009. — 703 с. — 4500 екз. — ISBN 5-311-01400-8. — ISBN 978-966-463-030-9 (т. 3): Т. 4 : Онкологія. Акушерство та гінекологія. Сексопатологія. Проктологія. Туберкульоз / Б. Т. Білинський та ін. ; за ред. засл. діяча науки і техніки України, д-ра мед. наук, проф. В. Г. Передерія, акад. АНВО України, д-ра мед. наук, проф. Є. Х. Заремби. — 2011. — 711 с. : табл. — Бібліогр. в кінці розд. — 2000 екз. — ISBN 978-966-463-036-6 (т. 4). — ISBN 5-311-01400-8
Т. 5 : Державне управління сімейною медициною. Офтальмологія. Шкірні ознаки внутрішніх та інфекційних хвороб / Є. Х. Заремба ін. ; за ред. засл. діяча науки і техніки України, д-ра мед. наук, проф. В. Г. Передерія, акад. АНВО України, д-ра мед. наук, проф. Є. Х. Заремби. — 2012. — 703 с. : рис., табл. — Бібліогр. : с. 673—703. — 2000 екз. — ISBN 978-966-463-040-4 (т. 5). — ISBN 5-311-01400-8
- Енциклопедія народної медицини: у 3-х т. / Укладач і відп. редактор О. В. Михайлевський. — Бережани: НВО «Медицина» ; Львів: Сполом, 2005—2009. — ISBN 966-665-266-8[140][141][142][143][144]

Т. 1 : Описи захворювань, рецепти / Бережани: НВО «Медицина» ; Львів: Сполом, 2005. — 2530 с. — ISBN 966-665-280-3
Т. 2 : Характеристика лікар. рослин та їх застосування / Бережани: НВО «Медицина» ; Львів: Сполом, 2006. — 1169 с. — ISBN 966-665-375-3. — ISBN 966-665-377-Х (Т. 2)
Т. 3 : Характеристика грибів та їх застосування, рецепти народної медицини / НВО «Медицина». — Бережани: ПП Михайлевська А. О., 2009. — 1198 с. — ISBN 978-966-23-08-01-3
- Енциклопедичний довідник з фітотерапії / Укладач і відп. редактор О. В. Михайлевський. — Бережани: ПП Михайлевська А. О., 2013. — 1084 с. — ISBN 978-966-23-08-01-3[149]
- Енциклопедія діагностичних методик щодо з'ясування стану розвитку дітей раннього віку / упоряд. К. Л. Крутій ; Запорізький обласний ін-т післядипломної педагогічної освіти. Кафедра дошкільної освіти. — Запоріжжя: ТОВ «ЛІПС» ЛТД, 2006.

Дайджест 1. — 2006. — 151 с. : табл. — ISBN 966-8758-11-0
- Мала енциклопедія фізичної реабілітації: навч.-метод. посіб. / А. Й. Григор'єв, М. М. Балан, А. Б. Рацул. — Кіровоград: Імекс-ЛТД, 2007. — 514 с.
- Енциклопедія фізичної реабілітації: навч.-метод. посіб. для студ. вищ. навч. закл. / авт. проекту і голов. ред. А. Й. Григор'єв ; Кіровогр. держ. пед. ун-т ім. В. Винниченка. — Кіровоград: Імекс-ЛТД, 2008—2012.[150]

Т. 1 : 2008. — 712 с. — ISBN 978-966-189-010-6
Т. 2 : Анатомо-фізіологічні та біохімічні основи фізичної реабілітації. 2008. — 920 с. — ISBN 978-966-189-015-1
Т. 3 : Психологічні основи фізичної реабілітації / упоряд. Г. О. Горська. — 2009. — 744 с. : іл. — 500 пр. — ISBN 978-966-189-033-5
Т. 4 : Лікувальна фізична культура / Григор'єв А. Й., Турчак А. Л. — 2009. — 896 с. : рис. — 500 пр. — ISBN 978-966-189-034-2
Т. 5 : Масаж: унік. досвід світ. масажу / А. Й. Григор'єв та ін. — Вид. 2-ге. — 2012. — 778 с. : рис., табл. — 100 пр. — ISBN 978-966-189-082-3
- Медична біологія: енциклопедичний довідник / Смірнов О. Ю. — К. : «Видавництво Ліра — К», 2016. — 506 с. — ISBN 978-617-7320-44-8 (Передмова, зміст)
- Домашня медична енциклопедія / Любов Карасовська, Віталій Карасовський. — Луцьк ; Ковель: Надстир'я, 2015. — 153, [5] с. — 300 екз. — ISBN 978-966-517-830-9
- Інфекційні хвороби: енциклопедичний довідник / А. В. Шкурба [та ін.] ; за ред.: С. О. Крамарьова, О. А. Голубовської. — Київ: РА-Гармонія, 2018. — 589 с. : іл.

##### Медицина. Словники-перекладачі
- Українсько-латинсько-англійський медичний енциклопедичний словник. Т. 1: А — Д / Созанський О. М. та ін. ; уклад. : Любов Петрух, д-р фармац. наук, проф., Ірина Головко, канд. мед. наук, доц. — 2012. — 700 с. : табл.

Українсько-латинсько-англійський медичний енциклопедичний словник. Т. 2: Е — Н / Созанський О. М. та ін. ; уклад. : Любов Петрух, д-р фармац. наук, проф., Ірина Головко, канд. мед. наук, доц. — 2013. — 741 с.
- Українсько-латинсько-англійський медичний енциклопедичний словник / Львів. нац. мед. ун-т ім. Данила Галицького ; уклад. : Любов Петрух, д-р фармацевт. наук, проф., Ірина Головко, канд. мед. наук, доц. — Київ: Медицина, 2015. — 966, [1] с.[153]

#### Мовознавство
- Енциклопедія «Українська мова» / НАН України, Ін-т мовознав. ім. О. О. Потебні, Ін-т укр. мови ; ред. В. М. Русанівський [та ін.]. — К. : Українська енциклопедія ім. М. П. Бажана, 2000. — 750 с. — ISBN 966-7492-07-9 (див. вибрані гасла; DjVu-файл)[154][155]

2-ге вид., випр. і допов. — К. : Вид-во Українська енциклопедія ім. М. П. Бажана, 2004. — 824 с. : іл. — ISBN 966-7492-19-2 (онлайн-версія)
3-тє вид., зі змінами і допов. — К. : Українська енциклопедія ім. М. П. Бажана, 2007. — 856 с. — ISBN 978-966-7492-43-4
- Українська мова: енциклопедія / Губарева Г. А. та ін. ; за ред. І. В. Муромцева. — К. : Майстер-клас, 2011. — 399 с. : іл., табл., фото. — (Великий український словник). — 2000 екз. — ISBN 978-966-444-232-6 (онлайн-версія)
- Сучасна лінгвістика: термінологічна енциклопедія (1290 термінів і понять) / О. О. Селіванова. — Полтава: Довкілля-К, 2006 . — 716 с. — ISBN 966-87910-0-2
- Лінгвістична енциклопедія / О. О. Селіванова. — Полтава: Довкілля-К, 2010. — 842 с.
- Мала філологічна енциклопедія / Укл. О. I. Скопненко, Т. В. Цимбалюк. — К. : Довіра, 2007. — 476 с. — ISBN 966-507-209-9
- Енциклопедичний словник класичних мов / [Звонська Л. Л. та ін.] ; за ред. д-ра філол. наук, проф. Л. Л. Звонської ; Київ. нац. ун-т ім. Тараса Шевченка. — Київ: Київський університет, 2015. — 463 с. — ISBN 978-966-439-812-8 (онлайн-версія)
- Новітня політична лексика (неологізми, оказіоналізми та інші новотвори): навч. енциклопедичний словник-довідник / за наук. ред. Хоми Н. М. — Львів: «Новий світ — 2000», 2015.[156]
- Сучасна політична лексика: навч. енциклопед. словник-довідник / І. Я. Вдовичин, Л. Я. Угрин, Г. В. Шипунов та ін.; за наук. ред. Хоми Н. М. — Львів: «Новий Світ-2000», 2015. — 395 с.
- Вибрані топіки та лексикон сучасної лінгвістики: енциклопедичний словник для фахівців з теоретичних гуманіт. дисциплін та гуманіт. інформатики / І. Б. Штерн ; Міжнародний фонд «Відродження». — К. : АртЕк, 1998. — 335 с. — (Програма «Трансформація гуманітарної освіти в Україні»). — ISBN 966-505-195-4
- Мови світу: енциклопедичний довідник / Укл. Ю. М. Левицький; Передм. Ольга Федик. — Львів: Місіонер, 1998. — 200 с. — ISBN 966-7086-40-2
- Людські мови: енциклопедичний довідник у 2-х частинах / Укл. Ю. М. Левицький. — Монреаль, Львів, 2013. (PDF 1-ї ч.; PDF 2-ї ч.)[157]

#### Педагогіка й соціальна робота
- Енциклопедія освіти / Акад. пед. наук України: гол. ред. В. Г. Кремень. — К. : Юрінком Інтер, 2008. — ISBN 978-966-667-281-3
- Енциклопедія педагогічної освіти України / Авт.-упоряд. В. Болгов ; Над вид. працювали Д. Васильчук, О. Денесюк, А. Загоруйко, О. Загребельна. — Київ: Українська конфедерація журналістів, : Інститут біографічних досліджень, 2010 . — 371 с. : фотоіл. — 5. — ISBN 978-966-8178-46-7
- Соціальна педагогіка: мала енциклопедія / За заг. ред. проф. І. Д. Звєрєвої. — К. : ЦУЛ, 2008. — 336 с.
- Український педагогічний енциклопедичний словник / Укл. С. Гончаренко. — Вид. 2-ге, допов. й випр. — Рівне: Волинські обереги, 2011. — 519 с. — ISBN 978-966-416-236-1. — ISBN 966-06-0002-X (1-ше вид.)
- Освіта дорослих: енциклопедичний словник / за ред. В. Г. Кременя, Ю. В. Ковбасюка; упоряд. : Н. Г. Протасова, Ю. О. Молчанова, Т. В. Куренна; ред. рада: В. Г. Кремень, Ю. В. Ковбасюк, Н. Г. Протасова та ін. — К. : Основа, 2014. — 496 с. — ISBN 978-966-699-786-2
- Енциклопедія педагогічних технологій та інновацій / Автор-укладач Н. П. Наволокова. — Х. : Вид. група «Основа», 2009. (PDF-файли[недоступне посилання з липня 2019])[158]
- Енциклопедія інтерактивного навчання / О. І. Пометун. — К. : СПД Кулінічев, 2007. (PDF-файл)
- Енциклопедичний словник з дистанційного навчання / В. М. Олексенко. — Харків: Б.в., 2004. — 163 с. — ISBN 966-8004-35-3
- Короткий енциклопедичний словник зарубіжних педагогічних термінів / За ред. І. Г. Тараненко. — К. : ІСДО, 1995.

- Енциклопедія для фахівців соціальної сфери / За заг. ред. проф. І. Д. Звєрєвої.— Київ, Сімферополь: Універсум, 2012.— 536 с.— ISBN 978-966-8048-55-5 (PDF-файл)
- Все про соціальну роботу: навчальний енциклопедичний словник-довідник / Ред.-уклад. В. М. Піча ; Уклад. Н. М. Гайдук, Л. Є. Клос, О. Я. Бік. — 3-тє вид., перероб. і доп. — Львів: Новий Світ-2000, 2014. — 617 с. — (Вища освіта в Україні). — ISBN 978-966-418-213-0
- Соціальна робота. Кн.4 : Короткий енциклопедичний словник / Державний центр соціальних служб для молоді, В. П. Бех, В. А. Башкірєв, М. Д. Вовканич ; Кер. авт. колективу В. П. Андрущенко. — Київ: ДЦССМ, 2002. — 533 с. — ISBN 966-7815-19-6
- 100 термінів і понять соціально-трудової сфери: енциклопедичний словник / Заг. ред. С. В. Мельник ; Державна установа НДІ соціально-трудових відносин. — Луганськ: [б.в.], 2005. — 224 с. — ISBN 966-8526-31-7
- Золоті імена на ниві освіти: Енциклопедичний довідник / Укл. Г. Ф. Крикун. — Очаків, 2003.
- Енциклопедія професійно-технічної освіти України / Укл. В. В. Болгов. — К. : Інститут біографічних досліджень, 2012. — 625 с. — ISBN 978-966-8178-55-9 (онлайн-версія)
- Профтехосвіта України XX — початок XXI століть: енциклопедичне вид. / Нестерова Любов Володимирівна, Стременко Людмила Олексіївна ; ред. Колодій Л. В. ; обкл. Резніков П. В. ; Ін-т проф.-техн. освіти НАПН України. — Київ: Педагогічна думка, 2012. — 124, [3] с. — ISBN 978-966-644-314-7 (Текст)
- Педагогічний Олімп Одещини: біографічна енциклопедія / В.о. Одес. обл. держ. адм., Одес. ін-т удосконалення вчителів; Упоряд. Д. М. Демченко, Н. В. Савельєва, Л. І. Фурсенко. — Вид. 2-ге. — Одеса: Одеський інститут удосконалення вчителів: СМІЛ, 2008. — 336 с. — 2000 пр. — ISBN 966-16-0603-5
- Енциклопедія діагностичних методик щодо з'ясування стану психофізичного розвитку дітей раннього віку / упоряд. К. Л. Крутій, Л. О. Федорович. — Запоріжжя: ТОВ «ЛІПС» ЛТД, 2012. — 204 с. : іл. — (Бібліотека керівника дошкільного навчального закладу).[159]

#### Перекладознавство
- Енциклопедія перекладознавства: у 4 т. Т. 1 : пер. з англ. / ред. Івз Ґамбіера та Люк ван Дорслар ; укр. ред. О. А. Кальниченко та Л. М. Черноватий. — Вінниця: Нова Книга, 2020. — 560 с. (Серія UTTU Series). — ISBN 978-966-382-459-8 (серія). — ISBN 978-966-382-806-0 (зміст; коротко про видання)

#### Політологія
- Політична енциклопедія / Редкол. Ю. А. Левенець (голова), Ю. І. Шаповал (заст. голови) та ін. — К. : Парламентське видавництво, 2011. (PDF-файл) (онлайн-версія)
- Політологія: навчальний енциклопедичний словник-довідник для студентів ВНЗ I—IV рівнів акредитації / За наук. ред. д-ра політ. н. Н. М. Хоми, 2-ге видання, стереотипне. — Львів: Новий Світ — 2000, 2015. — 779 с.
- Політологічна енциклопедія: навч. Посібник / укл. : Карасевич А. О., Шачковська Л. С. — Умань: ФОП Жовтий О. О., 2016. — Кн. 1 — 9 (онлайн-версія)
- Політологічний енциклопедичний словник / упоряд. В. П. Горбатенко ; за ред. Ю. С. Шемшученка, В. Д. Бабкіна, В. П. Горбатенка ; НАН України, Ін-т держ. і права ім. В. М. Корецького, Укр. Асоц. політологів. — Вид. 2-ге, доповн. і переробл. — К. : Генеза, 2004.
- Політологічний енциклопедичний словник / уклад. : Л. М. Герасіна, В. Л. Погрібна, І. О. Поліщук та ін. За ред. М. П. Требіна. — Х. : Право, 2015. — 816 с.[160] (PDF)
- Соціально-політична енциклопедія / М. П. Іщенко, О. М. Іщенко. — Черкаси: Інтроліга ТОР, 2012. — 635 с. — Бібліогр. : с. 629—635. — ISBN 978-966-2545-52-4
- Історія політичної думки: навч. енциклопед. слов.-довід. для студентів ВНЗ І—IV рівнів акредитації / Авдєєнко О. Д., Александрова О. С., Алєксєєнко І. В. та ін. ; за заг. ред. Н. М. Хоми. — Львів: Новий Світ-2000, 2014. — 765 с. ; 25 см. — (Вища освіта в Україні). — 300 пр. —ISBN 978-966-418-266-6[161] (PDF-фрагмент) (онлайн-версія)
- Соціологія політики: енциклопедичний словник / авт.-упоряд. В. А. Полторак, О. В. Петров, А. В. Толстоухов. —К. : Вид-во Європ. ун-ту, 2009.[162]
- Політичні партії: Енциклопедичний словник / Ю. Р. Шведа. — Львів: Астролябія, 2005. — 488 с. — ISBN 966-8657-03-9.[163]
- Партії та вибори: енциклопедичний словник / Юрій Романович Шведа; В.о. Львів. нац. ун-т ім. І. Франка. — Львів: ЛНУ ім. І. Франка , 2010. — 750 с. — ISBN 966-613-780-0
- Новітня політична лексика (неологізми, оказіоналізми та інші новотвори): навч. енциклопедичний словник-довідник / за наук. ред. Хоми Н. М. — Львів: «Новий світ — 2000», 2015.
- Сучасна політична лексика: навч. енциклопед. словник-довідник / І. Я. Вдовичин, Л. Я. Угрин, Г. В. Шипунов та ін.; за наук. ред. Хоми Н. М. — Львів: «Новий Світ-2000», 2015. — 395 с.
- Геополітика: енциклопедія / за ред. Є. М. Суліми ; редкол. : Є. М. Суліма (голова), М. А. Шепєлєв (заст. голови), В. В. Кривошеїн та ін. — К. : Знання України, 2013. — 920 с. — Перелік ст. : с. 907—919. — ISBN 978-966-316-318-5 (онлайн-версія)
- Націоналізм як суспільний феномен: енциклопедичний словник / Ю. Л. Титаренко та ін. ; ред. Ю. І. Римаренко та ін. — Донецьк: Донбас, 1997. — 381 с. — ISBN 966-507-016-9. — ISBN 966-504-001-4
- Українська багатопартійність: політичні партії, виборчі блоки, лідери (кінець 1980 — х — початок 2012 рр.). Енциклопедичний довідник / За ред. М. Кармазіної. — К. : ІПіЕНД ім. І. Ф. Кураса НАН України, 2012. — 588 с. — ISBN 978-966-02-6495-3 (PDF-файл)
- Історико-політичні уроки української державності: енциклопедичний словник / НАН України, Інститут держави і права ім. В. М. Корецького, Донецький ін-т внутрішніх справ ; відп. ред. Ю. І. Римаренко. — К. : [б.в.] ; Донецьк: [б.в.], 1998. — 544 с. — ISBN 966-507-016-9. — ISBN 966-504-001-4
- Мала енциклопедія етнодержавознавства / Нац. акад. наук України, Ін-т держави і права ім. В. М. Корецького НАН України ; Відп. ред. Ю. І. Римаренко. — Київ: Довіра: Генеза, 1996. — ISBN 966-507-016-9 (онлайн-версія)
- Держава: ілюстрована енциклопедія України / Ю. І. Шаповал ; фотохудож. Ю. Бусленко та ін. — К. : Балтія-Друк, 2008. — 160 с. : іл. — ISBN 966-8137-52-3
- Організація державної влади в сучасному світі: конституційно-правова енциклопедія: усі держави світу / О. М. Бориславська, С. В. Різник. — Вид. 2-ге, стер. — Львів: ПАІС, 2013. — ISBN 978-966-1585-91-0
- Енциклопедичний словник з державного управління / уклад. : Ю. П. Сурмін, В. Д. Бакуменко, А. М. Михненко та ін. ; за ред. Ю. В. Ковбасюка, В. П. Трощинського, Ю. П. Сурміна. — К. : НАДУ, 2010. (PDF-файл)
- Енциклопедія державного управління: у 8 т. / наук. редкол. : Ю. В. Ковбасюк (голова) та ін.; Нац. акад. держ. упр. при Президентові України. — К. : НАДУ, 2011. (доступ до PDF-файлів усіх томів на сайті Національної академії державного управління при Президентові України)[164][165][166][167]

Т. 1 : Теорія державного управління / наук. редкол. 1-го т. : В. М. Князєв [та ін.]. — 2011. — ISBN 978-966-619-285-4. — ISBN 978-966-619-286-1 (Т. 1) (PDF-файл): Т. 2 : Методологія державного управління / наук. редкол. 2-го т. : Ю. П. Сурмін [та ін.]. — 2011. — ISBN 978-966-619-285-4. — ISBN 978-966-619-287-8 (T. 2): Т. 3 : Історія державного управління / наук. редкол. 3-го т. : А. М. Михненко [та ін.]. — 2011. — ISBN 978-966-619-285-4. — ISBN 978-966-619-308-0 (T. 3) (PDF[недоступне посилання з липня 2019]): Т. 4 : Галузеве управління / Нац. акад. держ. упр. при Президентові України, Одес. регіон. ін-т держ. упр. ; наук. редкол. 4-го т. : М. М. Іжа [та ін.]. — 2011. — ISBN 978-966-619-285-4. — ISBN 978-966-619-289-2 (Т. 4) (PDF): Т. 5 : Територіальне управління / Нац. акад. держ. упр. при Президентові України, Харк. регіон. ін-т держ. упр. ; наук. редкол. 5-го т., [уклад.]: О. Ю. Амосов [та ін.]. — Х. : Магістр, 2011. — ISBN 978-966-619-285-4. — ISBN 978-966-390-099-5 (T. 5): Т. 6 : Державна служба / Нац. акад. держ. упр. при Президентові України, Дніпропетр. регіон. ін-т держ. упр. ; наук. редкол. 6-го т. : С. М. Серьогін [та ін.]. — 2011. — ISBN 978-966-619-285-4. — ISBN 978-966-7800-79-6 (T. 6): Т. 7 : Державне управління в умовах глобальної та європейської інтеграції / наук. редкол. 7-го т. : І. А. Грицяк [та ін.]. — 2011. — ISBN 978-966-619-285-4. — ISBN 978-966-619-300-4 (T. 7): Т. 8 : Публічне врядування / Нац. акад. держ. упр. при Президентові України, Львів. регіон. ін-т держ. упр. ; наук. редкол. тому: В. С. Загорський (голова) [та ін.]. — 2011. — ISBN 978-966-619-285-4. — ISBN 978-617-644-000-0 (T. 8)
- Історія, теорія і практика європейської та євроатлантичної інтеграції України: енциклопед. довід. / за ред. В. Д. Бакуменка, С. О. Телешуна ; С. О. Телешун (кер. творч. кол.), В. Д. Бакуменко, Д. В. Вітер та ін. ; Нац. центр з питань євроатлант. інтегр. України, Нац. акад. держ. упр. при Президентові України. — К. : НАДУ, 2006. — 406 с. — ISBN 966-619-217-9
- Європейський Союз: Економіка, політика, право: енциклопедичний словник / Київський національний університет ім. Т. Г. Шевченка ; За ред., передмова Валерій Володимирович Копійка ; Вступ. слово Леонід Васильович Губерський . — Київ: ВПЦ «Київський університет», 2011 . — 367 с. — ISBN 978-966-439-419-9[168]
- Політичний устрій країн регіону: Західна Європа: енциклопедичний довідник для студентів / Анджей Антоні Вавринюк; В. о. Волин. нац. ун-т ім. Лесі Українки; Ред. Г. О. Дробот. —Луцьк: Волин. нац. ун-т ім. Лесі Українки, 2012. — 99 с. — 50 пр. —ISBN 978-966-600-605-2
- Націоналізм як суспільний феномен: енциклопедичний словник / Ю. Л. Титаренко та ін. ; ред. Ю. І. Римаренко та ін. — Донецьк: Донбас, 1997. — 381 с.
- Військово-політичний енциклопедичний словник: у 2 т. / А. В. Грищук. — К. : Румб, 2008—2009.

Т. 1 : А—К. — 2008. — 432 с. : портр. — 500 пр. — ISBN 978-966-2273-01-4
Т. 2 : Л—Я. — 2009. — 464 с. : портр. — 500 пр. — ISBN 978-966-2273-02-1
- Військово-політичний енциклопедичний словник: [у 2 т.] / А. В. Грищук. — К. : Румб, 2008— .

Т. 1 : А—К. — 2008. — 432 с. : портр. — 500 пр. — ISBN 978-966-2273-01-4

##### Дипломатія
- Дипломатія сучасної України: Енциклопедичний довідник / Редкол. В. П. Буркат, Є. І. Головаха, М. Г. Железняк, І. М. Дзюба та ін. — К. : Ін-т енциклопедичних досліджень, 1997.
- Українська дипломатична енциклопедія: у 2 т. / Інститут міжнародних відносин КНУ ім. Тараса Шевченка ; редкол. : Л. В. Губерський (голова редколегії) та ін. — К. : Знання України, 2004

Т. 1 : А — Л. — 760 с. — ISBN 966-316-039-Х: Т. 2 : М — Я. — 812 с. — ISBN 966-316-045-4 (онлайн-версія)
- Українська дипломатична енциклопедія: у 5 т. / за заг. ред. проф. Д. В. Табачника ; Київ. нац. ун-т ім. Тараса Шевченка, Ін-т міжнар. відносин. — Харків: Фоліо, 2013. (онлайн-версія)

#### Психологія
- Психологічна енциклопедія: A — Я / авт.-упоряд. О. М. Степанов. — К. : Академвидав, 2006. — 424 с. — (Серія «Енциклопедія ерудита»). — ISBN 966-8226-30-5
- Енциклопедичний словник з арт-терапії / О. Л. Вознесенська, О. О. Деркач, О. М. Скнар та ін.; [за заг. ред. О. Л. Вознесенської, О. М. Скнар]. — К.: Золоті ворота, 2017. — 312 с.

#### Релігієзнавство
- Людство і віра: всесвітня історія народів і релігій. Енциклопедично-довідкове видання / Укл. Г. В. Щокін. — К. : МАУП, 2002—2011. — ISBN 966-608-157-1

Т. 1. — 2002. — 576 с.; іл., [16] с. іл. — ISBN 966-608-142-3
Т. 2. — 2005. — 640 с. : іл. — ISBN 966-608-385-Х
Т. 3. — К. : ДП "Вид. дім «Персонал», 2008. — 576 с. : іл. — ISBN 978-966-608-844-7
Т. 4. — К. : ДП "Вид. дім «Персонал», 2011. — 452 с. : іл. — ISBN 978-617-02-033-4
- Євангельська енциклопедія / Укл. Станіслав Галайко. — Нововолинськ: Мінотавр, 2007. — 272 с.
- Велика православна енциклопедія / Донецьк: Глорія Трейд, 2013. — 384 с.[173][174]
- Малий біблійний енциклопедичний словник / Перекладач М. Заболотний. — WBE. — 391 с.[175][176]

#### Соціологія
- Історія соціологічної думки: навчальний енциклопедичний словник-довідник / Вакуленко С. М. та ін. — Львів: «Новий світ-2000», 2016. — 687 с. — ISBN 978-966-418-286-4[177]
- Соціологія: короткий енциклопедичний словник / уклад. В. І. Волович, В. І. Тарасенко, М. В. Захарченко та ін. ; за заг. ред. В. І. Воловича. — Київ: Український Центр духовної культури, 1998. — 736 с. — Альтернативна назва: Короткий соціологічний словник. — ISBN 966-7276-23-6

#### Фізика
- Енциклопедичний довідник у таблицях. Фізика. Хімія. Біологія : 7-мі—11-ті кл. : пер. з рос. / Заведея Т. Л., Іваниця С. В., Матвєєва М. О. — Донецьк: ВКФ «БАО», 2012. — 543 с. : іл., табл. — 5 000 пр. — ISBN 978-966-481-506-9. — ISBN 978-966-481-474-1 (у паліт.)
- Енциклопедія цікавих фізичних фактів: навч .посіб. / І. В. Корсун. — Тернопіль: Терно-граф, 2013. — 222 с. : іл. — Бібліогр. : с. 213—217. — 300 пр. — ISBN 978-966-457-177-4
- Словник фізичної термінології / НАН наук України, Ін-т енциклопедичних дослідж. НАН України. — К. : Інститут енциклопедичних досліджень, 2009. — 240 с. (онлайн-версія)

#### Філософія, мораль, етика
- Філософія: ідеї, ідеології, персоналії: Ілюстрований енциклопедичний довідник / Укл. Ю. В. Омельченко. — К. : Ракша М. О., 2009. — 296 с. — ISBN 978-966-97052-0-4
- Філософія політики: Короткий енциклопедичний словник / Ред. кол. : Губерський Л. В. (керівник) та ін.; Авт.-упоряд. : Андрущенко В. П. (керівник) та ін. — К. : Знання України, 2002. — 670 с.
- Соціальна філософія: короткий енциклопедичний словник / Андрущенко В. П. (ред., упоряд.); Волович В. І. (ред.); Горлач М. І. (ред., упоряд.); Губерський Л. М. (ред.); Чуйко В. Л. (упоряд.); Українська Академія політичних наук. — Київ-Харків: ВМП «Рубікон», 1997. — 400 с. — ISBN 966-7152-05-7[178]

#### Юриспруденція, правознавство
- Велика українська юридична енциклопедія: у 20 т. — Х. : Право, 2016— . — ISBN 978-966-937-048-8 (короткий огляд томів): Т. 1 : Історія держави і права України / редкол. : В. Д. Гончаренко (голова) та ін. ; Нац. акад. прав. наук України ; Ін-т держави і права ім. В. М. Корецького НАН України ; Нац. юрид. ун-т ім. Ярослава Мудрого. — 848 с. : іл. — ISBN 978-966-937-049-5[179][180] (PDF-уривок): Т. 2 : Філософія права / [Абашнік В. О. та ін. ; редкол. 2-го т. : С. І. Максимов (голова) та ін.]. — 2017. — 1127 с. — Бібліогр. в кінці ст. — 500 пр. — ISBN 978-966-937-145-4 (т. 2): Т. 3 : Загальна теорія права. — Харків: Право, 2017. — 952 с. — ISBN 978-966-937-233-8

Т. 6 : Фінансове право / [редкол.: М. П. Кучерявий (голова) та ін.]. — Харків: Право, 2020. — 614 с. : іл.
Т. 11 : Трудове право.- Харків: Право, 2018. — 776 с. — ISBN 978-966-937-400-4
Т. 14 : Екологічне право. — Харків: Право, 2018. — 776 с. — ISBN 978-966-937-407-3
Т. 15 : Господарське право / [редкол.: В. А. Устименко (голова) та ін.]. — 2019. — 780, [1] с.
Т. 16 : Земельне та аграрне право / [редкол.: М. В. Шульга (голова) та ін.]. — 2019. — 695 с.
Т. 17 : Кримінальне право. — Харків: Право, 2017. — 1064 с. — ISBN 978-966-937-261-1
Т. 20 : Криміналістика, судова експертиза, юридична психологія / гол. редкол. В. Ю. Шепітько. — 2018. — 952 с. — ISBN 978-966-937-250-5
- Сучасна правова енциклопедія / НАПрН України, НДІ приват. права і підприємництва ім. акад. Ф. Г. Бурчака, НДІ інтелект. власності ; за заг. ред. О. В. Зайчука. — 3-тє вид., переробл. і допов. — Київ: Юрінком Інтер, 2015. — 408 с.
- Енциклопедія права для кожної сім'ї. Домашній юрист: у 2 т. —Миколаїв: Константа, 2001. — ISBN 966-7309-31-2
- Енциклопедія міжнародного права: у 3 т. / редкол. : Ю. С. Шемшученко, В. Н. Денисов (співголови) та ін. ; Ін-т держави і права ім. В. М. Корецького НАН України. — Київ: Академперіодика. — Т. 1 : А–Д. — 2014. — 920 с. — Т. 2 : Е–Л. — 2017. — 928 с. — Т. 3. М—Я / 2019. — 992 с. — ISBN 966-360-381-0.
- Велика юридична енциклопедія / уклад. М. Р. Гнатюк. — Донецьк: Глорія Трейд, 2011.
- Великий енциклопедичний юридичний словник / Нац. акад. наук України, Ін-т держави і права ім. В. М. Корецького ; ред. кол. : Ю. С. Шемшученко (голова), Н. М. Оніщенко, В. П. Горбатенко та ін. ; за ред. Ю. С. Шемшученка. — 2-ге вид., переробл. і доповн. — К. : Юрид. думка, 2012. — 1020 с. — ISBN 978-617-665-001-0[181][182]
- Великий енциклопедичний словник юриста: в 3-х т. / уклад. : В. В. Галунько, О. Ю. Дрозд, Д. В. Журавльов та ін.; заред. О. В. Коротюк. — К. : ОВК, 2018. — ISBN 978-617-7159-43-7[183]
- Енциклопедичний довідник майбутнього адвоката: У 2 ч. / О. Д. Святоцький, Т. Г. Захарченко, С. Ф. Сафулько та ін.; Зазаг. ред. С. Ф. Сафулька. — К. : Видавничий Дім «Ін Юре», 2008.

Ч. 1. — 616 с. — ISBN 978-966-313-357-7 (PDF 1-ї частини; Ч. 1 он-лайн): Ч. 2. — 832 с. (Ч. 2 он-лайн)
- Велика українська юридична енциклопедія. Право соціального забезпечення / [редкол.: М. І. Іншин (голова) та ін.]. — Київ: Вид-во Людмила, 2020. — 911 с. — Назва обкл. : Енциклопедія права соціального забезпечення України. — ISBN 978-617-7828-65-4
- Велика українська кримінологічна енциклопедія: у двох томах. Т. 1 : А — Л. — Харків: Факт, 2021. — 833 с.

Велика українська кримінологічна енциклопедія: у двох томах. Т. 2 : М — Я. — Харків: Факт, 2021. — 870 с.
- Кримінальне право, криміналістика та судові науки: енциклопедія / В. Шепітько, М. Шепітько. — Харків: Право, 2021. — 508 с.
- Криміналістика: енциклопедичний словник (укр.-рос. і рос.-укр.) / В. Ю. Шепітько ; за ред. В. Я. Тація. Акад. прав. наук України. — Х. : Право, 2001.
- Енциклопедія сучасного права неповнолітніх / Н. В. Шость та ін. — К. : Рідна мова, 1997. — 385 с. — ISBN 577-07-9735-5
- Популярна юридична енциклопедія / В. К. Гіжевський та ін. ; голова ред. кол. І. С. Чиж. — К. : Юрінком Інтер, 2003.
- Міжнародна поліцейська енциклопедія: понятійний апарат. Концептуальні підходи. Теорія та практика: В 10 т. / відп. ред. Ю. І. Римаренко та ін. ; Нац. акад. внутр. справ України, Ін-т держави і права ім. В. М. Корецького НАН України, Акад. прав. наук України, Акад. підготовки керівних кадрів поліції Федерат. Республіки Німеччини, Акад. упр. М-ва внутр. справ Рос. Федерації. Т. 1 : Теоретико-методологічні та концептуальні засади поліцейського права та поліцейської деонтології. — К. : Видавничий дім «Ін Юре», 2003.

Т. 1 : Теоретико-методологічні та концептуальні засади поліцейського права та поліцейської деонтології. — 2003. — 1231 с. — ISBN 966-313-057-1 (т. 1): Т. 2 : Права людини у контексті поліцейської діяльності / упоряд. Ю. І. Римаренко [та ін.]. — 2005.
Т. 3 : Поліцейський менеджмент: історія та сучасність. — 2006.
- Тлумачний словник пенітенціарної лексики / Боровик А. В., Колб О. Г. Вид. 2-ге, випр. і доповн. — Луцьк: СПД Гадяк Ж. В. друкарня «Волиньполіграф» ТМ , 2020. — 400 с. — ISBN 978-617-7129-92-8[186] (онлайн-версія)
- Правова енциклопедія школяра / В. В. Головченко, В. С. Ковальський, Л. О. Лоха. — Київ: Юрінком Інтер, 2006 . — 439 с. — ISBN 966-667-195-6
- Енциклопедія цивільного права України / Ін-т держави і права ім. В. М. Корецького НАН України ; відп. ред. Я. М. Шевченко. — К. : Ін Юре, 2009. — ISBN 978-966-313-423-9[187]
- Мала енциклопедія права інтелектуальної власності / Київ. ун-т права НАН України, Міжнар. центр прав. пробл. інтелектуал. власності при Ін-ті держави і права ім. В. М. Корецького НАН України ; заг. ред. Ю. Л. Бошицький. — К. : [Вид-во Європ. ун-ту], 2009.

Мала енциклопедія права інтелектуальної власності / Київ. ун-т права НАН України, Міжнар. центр прав. проблем інтелект. власності при Ін-ті держави і права ім. В. М. Корецького НАН України ; [уклад. : Ю. Л. Бошицький, В. В. Луць, Р. Б. Шишка] ; за заг. ред. проф. Ю. Л. Бошицького та Р. Б. Шишки. — Вид. 2-ге, випр. і допов. — Львів : Галицька видавнича спілка, 2015. — 215 с.
- Мала енциклопедія теорії держави і права / С. В. Бобровник та ін.; за заг. ред. Ю. Л. Бошицького ; НАН України, Київ. ун-т права НАН України, Ін-т держави і права ім. В. М. Корецького НАН України. — К. : [Вид-во Європ. ун-ту], 2010.
- Мала енциклопедія міжнародної безпеки / авт.-упоряд. : Потєхін О. В., Тодоров І. Я.; за заг. ред. проф., засл. юриста України Ю. Л. Бошицького, д-ра іст. наук. О. В. Потєхіна ; Нац. акад. наук України, Київ. ун-т права. — К. : Вид-во Європ. ун-ту, 2012.
- Мала енциклопедія кримінального права / Бошицький Ю. Л. та ін.; за заг. ред. проф., засл. юриста України Ю. Л. Бошицького, доц., канд. юрид. наук З. А. Тростюк ; Нац. акад. наук України, Київ. ун-т права. — К. : Кондор, 2012. — ISBN 978-966-351-361-4[188]
- Мала енциклопедія господарського права / Бошицький Ю. Л. та ін.; за заг. ред. проф., засл. юриста України Ю. Л. Бошицького, доц., канд. юрид. наук С. І. Бевз ; Нац. акад. наук України, Київ. ун-т права. — К. : Ліра-К, 2013. — ISBN 978-966-2609-33-2[189]
- Мала енциклопедія канонічного права / [Ю. Л. Бошицький та ін.] ; за заг. ред. проф. Ю. Л. Бошицького та канд. юрид. наук О. М. Волощенко-Віслобокової ; НАН України, Київ. ун-т права. — Київ: Талком, 2017. — 358 с.
- Мала юридична енциклопедія з конституційного права: словник-довідник / Ю. М. Бисага [і ін.] ; Ужгородський національний ун-т. Юридичний факультет. Кафедра конституційного права та порівняльного правознавства. — Ужгород: Ліра, 2003.
- Мала енциклопедія конституційного права / Бошицький Ю. Л. та ін.; за заг. ред. проф., засл. юриста України Ю. Л. Бошицького ; Нац. акад. наук України, Київ. ун-т права. — К. : Кондор, 2012. (PDF) (онлайн-версія)
- Мала енциклопедія міжнародного права / Бошицький Ю. Л. та ін. ; упоряд. : М. О. Дей, І. М. Проценко; за заг. ред. проф., засл. юриста України Ю. Л. Бошицького ; Нац. акад. наук України, Київ. ун-т права. — К. : Кондор, 2013.
- Мала енциклопедія міжнародної безпеки / Бошицький Ю. Л. та ін. — К.:Вид-во Європейського університету, 2012. — 369 с. (онлайн-версія)
- Міжнародне право: словник-довідник / Перепьолкін С. М., Сироїд Т. Л., Філяніна Л. А. ; за заг. ред. Сироїд Т. Л. — Харків: Юрайт, 2014. — 403 с. ; 21 см. — Авт. зазначено перед вип. дан. — Бібліогр. : с. 355—378. — Алф.-предм. покажч. : с. 379—403. — 300 пр. — ISBN 978-966-2740-48-6
- Мала енциклопедія приватного права / Архипова М. І. та ін.; за заг. ред. проф. Ю. Л. Бошицького ; Нац. акад. наук України, Київ. ун-т права. — Київ: Кондор, 2011.
- Енциклопедія судової експертизи / Н. І. Клименко та ін. ; за ред. д-ра юрид. наук, проф. Н. І. Клименко. — Ірпінь: Нац. ун-т ДПС України, 2013.
- Енциклопедія інтелектуальної власності / Акад. технол. наук України ; авт.-уклад. : П. П. Крайнєв (кер.) та ін.; за ред. проф. П. П. Крайнєва. — К. : Старт-98, 2012. — ISBN 978-966-2244-06-9
- Права інтелектуальної власності [Електронний ресурс]: мала енциклопедія. — К. : Київ. ун-т права НАН України, 2009. — 1 електрон. опт. диск (CD-ROM)

### Освіта
- Енциклопедія позашкільної освіти / [головний редактор Г. П. Пустовіт] ; Рівненський державний гуманітарний університет, Науково-методичний центр інноваційних технологій виховного процесу НАПН України, Рівненський обласний інститут післядипломної педагогічної освіти. — Рівне: О. Зень, 2017. — 525 с. — ISBN 9786176012306

#### Вищі навчальні заклади України
- Encyclopedia. Львівський національний університет імені Івана Франка: в 2 т. / Видавнича рада: І. О. Вакарчук (голова), М. В. Лозинський (заст. голови), Р. М. Шуст (заст. голови), В. М. Качмар (відп. секретар) та ін. Львів: ЛНУ імені Івана Франка, 2011. Т. І: А–К. 716 с. + 112 вкл.; Львів: ЛНУ імені Івана Франка, 2014. Т. ІІ: Л–Я. 764 с. + 224 вкл.[190] (PDF 1-го тому)
- Львівський державний університет фізичної культури (1946—2016): [енциклопедія / авт. кол.: Ф. Музика, А. Вовканич, В. Левків та ін.]. — Львів: ЛДУФК, 2016. — 488 с. — ISBN 966-7336-01-2.[191]
- Києво-Могилянська академія в іменах: XVII—XVIII ст. : Енциклопедичне видання / За ред. В. С. Брюховецького — К. : Києво-Могилянська академія, 2001. — 736 с. (PDF) (онлайн-версія)
- Київська духовна академія в іменах: 1819-1924 (енциклопедія). У 2-х т. / Упор. і наук. ред. М. Л. Ткачук; відп. ред. В. С. Брюховецький. — К. : Видавничий дім «Києво-Могилянська академія», 2015-.

Т. 1: А—К., 2015—740 с. : іл.
- Випускники Одеського (Новоросійського) університету: у 2 т. Вип. 1 : енциклопедичний словник / Одеський національний університет ім. І. І. Мечникова ; Відп. ред. В. А. Сминтина ; Упоряд., ред. М. О. Подрєзова, В. П. Пружина, В. В. Самодурова. — Одеса: АстроПринт, 2005. — 264 с. : фотоіл. — ISBN 966-318-318-7.

Випускники Одеського (Новоросійського) університету: у 2 т. Вип. 2 : енциклопедичний словник / Одеський національний університет ім. І. І. Мечникова, Наукова бібліотека ; Наук. ред. В. А. Сминтина ; Відп. ред. М. О. Подрєзова ; упоряд., ред. В. П. Пружина, В. В. Самодурова, В. С. Єлпатьївська. — Одеса: АстроПринт, 2010. — 230 с. : іл. — ISBN 978-966-19-0299-1.
- Випускники Одеського національного університету імені І. І. Мечникова: енциклопедичний словник / Одес. нац. ун-т ім. І. І. Мечникова. Наук. б-ка ; упоряд. Валентина Павлівна Пружина, Віра Володимирівна Самодурова ; гол. ред. Ігор Миколайович Коваль ; відп. ред. Марина Олексіївна Подрезова ; бібліогр. ред. О. С. Мурашко ; редкол. В. В. Глєбов, Л. М. Голубенко, Лариса Миколаївна Дунаєва. — Одеса: ОНУ, 2019. — 699 с. : фотоіл., портр. + 1 іл. дод. [24 с.].

- Острозька академія XVI—XVII століття. Енциклопедія / Ред. колегія: І. Пасічник, П. Кралюк, А. Атаманенко та ін. Національний університет «Острозька академія». — Острог: Видавництво Національного університету «Острозька академія», 2011. — 512 с. : іл. — ISBN 966-95166-0-9 (онлайн-перегляд; PDF-файл; PDF-файл; сторінка енциклопедії в Інтернеті)
- Національна металургійна академія України в іменах: енциклопедичний довідник / робоча група вид. Л. М. Клімашевський [та ін.] ; голова ред. кол. О. Г. Величко. — Дніпропетровськ: Арт-Прес, 2008. — 320 с. : іл. 9. — ISBN 978-966-348-175-3
- Харківський національний університет мистецтв імені І. П. Котляревського, 1917—2017 : мала енциклопедія: у 2 т. / [редкол.: Т. Б. Вєркіна та ін. ; ред.-упоряд. Л. В. Русакова]. — Харків: Водний спектр Джі-Ем-Пі, 2017. — Назва на корінці: ХНУМ імені І. П. Котляревського, 1917—2017.

Т. 1 : Музичне мистецтво. — 736, [2] с. : фот., іл.
Т. 2 : Театральне мистецтво. Загальноуніверситетські кафедри і підрозділи. — 426 с. : фот., іл.
- Енциклопедія освіти Хмельниччини / Берека В. Є. та ін. — Хмельницький: ФОП Мельник А. А., 2017. — 448 с. — ISBN 978-617-7094-90-5 (PDF-файл)

### Промисловість, підприємництво, торгівля, товарознавство
- Енциклопедія інновацій та наукоємного виробництва: довідник / П. А. Борисенко. — Запоріжжя: Статус, 2018. — 323 с. : іл. — (Наукова книга).
- Новітній багатогалузевий словник-довідник термінів з основ сучасного виробництва: посіб. для вчителів / В. О. Подоляк. — Вінниця: Книга-Вега, 2010. — 538 с. — ISBN 966-621-22-2
- Практичний словник виробничої термінології / НАН України, Ін-т енциклопедичних дослідж. НАН України. — К. : Інститут енциклопедичних досліджень, 2008. — 122 с.
- Сучасне наукоємне виробництво: словник-довідник / П. А. Борисенко. — Запоріжжя: Акцент Інвест-трейд, 2013. — 259 с. : іл., табл. — 16 пр. — ISBN 978-966-2602-48-VII
- Енциклопедія вітчизняного підприємництва. Здобутки. Досягнення. Успіх: довідк.-біогр. вид. / авт.-упоряд. В. В. Болгов ; Ін-т біогр. дослідж. — К. : Поліграфкнига, 2007— .

Вип. 1. — 2007. — 213, [1] с. : іл., табл., портр. — Частина тексту англ. — 5 000 пр. — ISBN 978-966-8178-15-3
- Довідник товарознавця. Продовольчі товари: навч. посіб. / [С. В. Князь, А. Г. Загородній, М. В. Римар та ін.] ; за ред. С. В. Князя ; Національний ун-т «Львівська політехніка». — Л. : Вид-во Львів. політехніки, 2016. — 340 с.
- Словник-довідник з екологізації підприємництва і товарознавства: навч. посіб. / П. М. Скрипчук, І. О. Дудла, О. Ю. Судук [та ін.] ; за ред. П. М. Скрипчука ; Національний ун-т водного госп-ва та природокористування. — Рівне: [НУВГП], 2017. — 355 с. : рис., табл.
- Словник економіста та підприємця / [А. М. Туренко, І. А. Дмитрієв, О. С. Іванілов, І. Ю. Шевченко]. — Харків: ХНАДУ, 2018. — 340 с. — ISBN 966-303-710-3.
- Тлумачний словник текстильного та швейного виробництв = Visual dictionary of textiles & apparel / [Е. Ельнашар та ін.]. — Хмельницький: ХНУ, 2019. — 185 с. : іл. — ISBN 978-966-330-338-3
- Тлумачний словник термінів целюлозно-паперового виробництва / ВАТ «Український НДІ паперу» ; уклад. В. А. Сологуб. — К. : Видавничий дім «Києво-Могилянська академія», 2005. — 300 с.
- Російсько-український лимарно-сідельний тлумачний словник: навч. посіб. для студ. вищих навч. закл. / В. І. Зарецький, Н. М. Омельченко ; Київський національний ун-т технологій та дизайну. — К. : КНУТД, 2004. — 164 с.: рис.

### Сільське господарство
- Колгоспна виробнича енциклопедія: в 2 т. / гол. редкол. : М. С. Співак (гол.) та ін. — К. : Держ. вид-во с.-г. літ-ри, 1956.

Т. 1 : Абрикос — люцерна. — друге, переробл. і допов. вид. — 1956. — 756 с. : іл. (онлайн-версія)
Т. 2 : Малина — ящур. — друге, переробл. і допов. вид. — 1956. — 796 с. : іл. (онлайн-версія)
- Українська сільськогосподарська енциклопедія : в 3 т. / редкол.: В. В. Артюхов [зав. ред.] та ін. — К. : Головна редакція УРЕ, 1970–1972. — 50 000 екз.
- Агробізнес і земельні ресурси: словник-довідник / П. О. Сухий, М. М. Лупол ; М-во освіти і науки України, Чернів. нац. ун-т ім. Юрія Федьковича. — Чернівці: ЧНУ ім. Юрія Федьковича, 2018. — 280 с. — Бібліогр.: с. 278—280. — ISBN 978-966-423-455-6
- Зерновий та хлібопродуктовий товарообіг в Україні: енциклопедичний довідник / В. Т. Александров та ін. — К. : АртЕк, 2000. — 544 с. : іл. — ISBN 966-95643-0-1
- Виробнича енциклопедія бджільництва. — К. : Урожай, 1966. (DjVu-файл)
- Бджільництво: Малий енциклопедичний довідник / М. М. Гунько. — Вінниця: Книга-Вега, 2004. — 160 с. : іл. — ISBN 966-621-159-9
- Технічна ентомологія: українсько — англійський тлумачний словник — довідник: навч. посіб. / Мороз М. С. — Київ: Агроосвіта, 2015. —105 с.
- Зоотехнічний словник / За ред. Д. Я. Василенка. — К. : Гол. ред. УРЕ, 1977. — 578 с.
- Сучасна енциклопедія птахівництва : 950 порад фахівців / Уклад. В. В. Рафєєнко; Пер. М. В. Іванченко. — Донецьк: ТОВ ВКФ «БАО», 2004. —352 с. — 15 000 пр. — ISBN 966-548-789-2
- Енциклопедія птахівництва від А до Я: універс. посіб. для мудрого господаря / [уклад. Бойчук Ю. Д.]. — Харків: Книжковий Клуб «Клуб Сімейного Дозвілля», 2016. — 350 с. : рис., табл. — Бібліогр. : с. 346. — 8000 пр.
- Сучасна енциклопедія пасічника : 3500 корисних порад / О. С. Забоєнко. Пер. з рос. : М. В. Іванченко. — Донецьк: БАО, 2004. — 351 с. : іл., табл. — ISBN 966-548-811-2
- Вчені у галузі тваринництва / Наук. ред. Г. О. Богданов, В. П. Буркат; УААН. — К. : Аграрна наука, 1999. — 423 с. — (Українські вчені-аграрії XX ст.; Кн. 2).
- Сучасна енциклопедія тваринництва: 1200 порад фахівців / Биковська Н. З. Пер. з рос. : О. В. Кузьменко. — Донецьк: БАО, 2004. — 351 с: іл. — ISBN 966-548-808-2
- Повна енциклопедія тваринництва: довід.-посіб. із розведення, утримання та переробки / Уклад. Бойчук Ю. Д. ; пер. з рос. Жанни Куяви. — Харків: Книжковий Клуб «Клуб Сімейного Дозвілля», 2015. — 415 с. — ISBN 978-966-14-9328-4
- Довідник з вівчарства / Юрій Васильович Вдовиченко, Володимир Іванович Вороненко, Василь Миколайович Іовенко, Павло Григорович Жарук, Парасковія Іванівна Польська, ; Ін-т тваринництва степових районів ім. М. Ф. Іванова «Асканія-Нова» — Нац. наук. селекційно-генетичний центр з вівчарства. — вид. 2-ге, допов. і перероб. — Нова Каховка: ПИЕЛ, 2017. — 159 с.
- Словник морфологічних ветеринарних термінів / В. С Левчук, 0. М. Очкуренко, О. В. Федотов та ін. — К. : Вища школа, 1990. — 303 с.
- Словник з агробіології / Хоменко Л. 0. — К. : НАУ, 1998. — 689 с.
- Агроекологія: термінологічний та довідковий матеріал: навч. посіб. / В. І. Жарінов, С. В. Довгань. — К. : «Аграрна освіта», 2009. — 328 с. — ISBN 978-966-382-116-0
- Словник-довідник з агроекології і природокористування / наук. ред. О. І. Фурдичко. — 2-е вид., доп. — К. : ДІА, 2012. — 336 с. — ISBN 978-966-699-8311-89-5
- Картопля: практична енциклопедія / П. С. Теслюк та ін. ; ред. П. С. Теслюк та ін. ; ТзОВ «Інститут насінництва картоплі». — Луцьк: Надстир'я, 2003. — 299 с., 20 арк. фотоіл. : рис., табл., фотоіл. — ISBN 966-517-913-4
- Короткий енциклопедичний словник з овочівництва / Г. І. Подпрятов та ін. ; Національний аграрний ун-т. Науково-навчальний ін-т рослинництва та ґрунтознавства. Навчально-науковий центр агротехнологій та їх стандартизації і сертифікації. Плодоовочевий факультет. Кафедра овочівництва. — К. : ННЦ «Інститут аграрної економіки», 2006. — 300 с. — ISBN 966-669-178-7
- Мала енциклопедія з експертизи сортів рослин і охорони прав селекціонера / Уклад. А. В. Андрющенко, К. М. Кривицький, Н. В. Лещук. —К. : Фенікс, 2011. —113 с. — 250 пр. —ISBN 966-651-943-9
- Тлумачний словник сортознавця / уклад. В. В. Волкодав [та ін.]. — К. : Алефа, 2007. — 82 с.
- Енциклопедія сучасного виноградарства: пер. з рос. / Аксьонова Л. В. — Донецьк: ВКФ «БАО», 2012. — 239 с. : іл., табл. — 3 000 пр. (1-й з-д 1—3 000). — ISBN 978-966-481-686-8 (у паліт.)
- Фізіологічне енциклопедичне тлумачне словництво: у 2-х т. / Львів. нац. акад. вет. медицини ім. С. З. Гжицького ; Упоряд. Роман Йосипович Кравців, Володимир Петрович Романишин. —Львів : ЛНАВМ, 2007.

Т. 1 : 2007. — 503 с. — 150 пр.
Т. 2 : 2007. — 495 с. — 100 пр.
- Сучасна енциклопедія рибного лову: науково-популярне видання / В. Попов, В. Карелін. — Донецьк: Бао, 2005. — 656 с. — ISBN 966-338-179-5

### Спорт
- Енциклопедія Олімпійського спорту України / П. М. Азарченков та ін. ; пер. з рос. В. Авраменко ; ред. В. М. Платонов. — К. : Видавництво НУФВСУ «Олімпійська література», 2005. — 463 с. : фотогр. — ISBN 966-7133-71-0[193]
- Енциклопедія олімпійського спорту в запитаннях і відповідях. — 2-ге вид. / М. М. Булатова. — К. : Олімпійська література, 2011. — 400 с. : іл.[194][195]
- Історія світового футболу: енциклопедичний довідник / Л. М. Легкий. — Тернопіль: Навчальна книга — Богдан, 2010. — 576 с. : іл. — ISBN 978-966-10-0141-0[196]
- Футбол. Історія та статистика. Енциклопедичний довідник / Л. Легкий. — Вид. 2-ге, перероблене та доповнене. — Тернопіль: Навчальна книга — Богдан, 2012. — 616 с. — ISBN 978-966-10-2619-2 (PDF-фрагменти)[197]
- Легка атлетика. Енциклопедія в запитаннях і відповідях / С. Н. Бубка, М. М. Булатова. — К: Олімп. л-ра, 2016. — 536 с.: іл.
- Фехтування. Енциклопедія в запитаннях і відповідях / М. М. Булатова. — К.: Олімп.л-ра, 2017. — 576 с.: іл.
- Боротьба. Енциклопедія в запитаннях і відповідях / М. М. Булатова. — К.: Олімп.л-ра, 2017. — 576 с.: іл.
- Теніс. Енциклопедія в запитаннях і відповідях / М. М. Булатова. — К.: Олімпійська література, 2019. — 576 с.: іл.
- Фігурне катання на ковзанах. Енциклопедія в запитаннях і відповідях / М. М. Булатова. — К.: Олімпійська література, 2018. — 576 с.: іл.
- Шаховий енциклопедичний словник: у 2-х т. / В. Батура. — Луцьк: Волиньполіграф, 2015—2016.[198] (онлайн-версія)

### Енциклопедичні видання іноземних авторів, перекладені українською
- Релігії світу: енциклопедія: пер. з фр. / П. Балта, Ж. Боттеро, К. Шадефо та ін. ; худож. Е. Боґаєр, П. Бонтам, Ф. Клеман. — Київ: Махаон-Україна, 2005. — 260 с. : ілюстр. — (Культура і традиції). — 3000 пр. — ISBN 966-605-552-X
- Велика ілюстрована енциклопедія мистецтв / [автор тексту М. Холлінгсворт ; редактори українського тексту: Володимир Герман, Світлана Залозна, Лариса Бондаренко]. — Київ: Махаон-Україна, 2011. — 511, [1] c. : кол. іл. — ISBN 9786175263822 (укр.).
- Енциклопедія історії та культури карпатських русинів / Укладачі Павло Роберт Маґочій, Іван Поп. Пер. з англ. Н. Кушко. — Ужгород: Видавництво В. Падяка, 2010. — ISBN 978-966-387-044-1[199][200][201] (PDF-файл)
- Історія європейської цивілізації. Греція: енциклопедія / ред. У. Еко ; пер. з італ. : О. В. Смінтіна, І. С. Горнова, О. О. Феденко. — Харків: Фоліо, 2015. — 863 с. — Пер. вид. : L'Antichità — Grecia / a cura di Umberto Eco. — Milano, 2012. — 1500 екз. — ISBN 978-966-03-7399-0
- Всесвітня історія: повна ілюстрована енциклопедія: для дітей 10-14 років: пер. с англ. / Джейн Бінгем, Фіона Чандлер, Сем Таплін; Пер. А. Гречка, Н. Лавська, О. Мартинюк. —К. : Країна мрій, 2010. —416 с. : іл. — 3000 пр. — ISBN 966-424-013-7

- Енциклопедія політичної думки / за ред. Девіда Міллера; пер. з англ. за ред. Наталії Лисюк. — К. : Дух і літера, 2000. — ISBN 966-7888-00-2 (онлайн-версія; скан)
- Енциклопедія постмодернізму / за ред. Ч. Вінквіста та В. Тейлора; пер. з англ. В. Шовкун; наук. ред. пер. О. Шевченко. — К. : Основи, 2003. — ISBN 966-500-089-6 (онлайн-версія)
- Видатні особистості: повна ілюстрована енциклопедія / пер. з англ. Р. Фещенко ; уклад. К. Гіффорд та ін. — К. : Країна мрій, 2008. — 256 с. : іл. — (Атласи та енциклопедії). — ISBN 0-7534-0769-8. — ISBN 978-966-424-111-0
- Людина: енциклопедичний путівник / Авт. Б. Макміллан; пер. з англ. — К. : Махаон-Україна, 2009. — 304 с. : іл., фото. — (Енциклопедичний путівник). — ISBN 966-605-776-Х[202][203]
- Публіцистика. Масова комунікація : медіа-енциклопедія / Ю. Вільке та ін. ; пер. з нім. К. Макеєв, П. Демешко ; заг. ред. В. Ф. Іванов. — К. : Академія Української Преси: Центр Вільної Преси, 2007. — 780 с. — ISBN 996-7181-95-2
- Історія моди : ілюстрована енциклопедія з давнини до сьогодення / текст Барбари Кокс, Керолін Селлі Джонс, Девіда та Керолайн Стаффорд ; ідея Аріани Клепак; перекл. О. Воронкіна. — Харків: Фактор, 2014. — 256с. : кольор. іл., фото. — 2000 екз. — ISBN 978-966-180-526-1
- Композитори: Енциклопедичне видання / Пер. з нім. А. Цяпа. — Тернопіль: Навчальна книга — Богдан, 2010. — 432 с. — (Серія «Метцлер компакт»). — ISBN 978-966-10-0405-3[204]
- Сучасна енциклопедія декоративно-прикладного мистецтва: пер. з рос. / Лариса Вячеславівна Варава; Пер. Ілля Григорович Данилюк; Худож. Тамара Володимирівна Галян. —Донецьк: ПКФ «БАО», 2007. —304 с. — 15 000 пр. — ISBN 966-338-571-5
- Ілюстрований атлас географічних відкриттів: енциклопедія для широкого кола читачів: пер. з англ. — Київ: Махаон-Україна, 2013. — 271 с. : іл., табл., портр. ; 35 см. — 1 000 пр. — ISBN 978-617-526-576-5. — ISBN 978-5-389-03612-3. — ISBN 978-1-74252-247-0 (англ.)
- Велика ілюстрована енциклопедія живої природи / авт. тексту Девід Берні ; ред. : Міранда Сміт, Расселл Маклін, Паула Бортон; пер. з англ. : Володимир Свєчников, Надія Сугоркіна. — К. : Махаон-Україна, 2011. — 319 с.
- Тварини: енциклопедичний путівник у світ дикої природи / голов. ред. Д. Берн ; з англ. переклали І. В. Андрущенко та ін. ; добір ілюстр. Ч. Дабик-Йєйтс та ін., худож. оформ. Р. Тіббетс та ін., голов. худож. Б. Волс. — К. : Школа, 2003. — 624 с. : ілюстр. — ISBN 978-5-17-066775-8[205][206][207][208][209]
- Велика ілюстрована енциклопедія тварин / авт. тексту: Фульвіо Керфоллі, Марко Феррарі; іл. Іван Сталіо [та ін.]; ред. Володимир Герман. — К. : Махаон-Україна, 2011. — 239 с.
- Світ птахів. Енциклопедія / Джоанна Бургер; пер. з англ. В. Іваницький. — К. : Махаон-Україна, 2010 р., 304 с.- ISBN 978-617-526-171-2
- Ілюстрована енциклопедія динозаврів / Боззі М. Л., д'Агостіно П. — Х. : Пелікан: Фактор, 2012. (PDF)
- Повна ілюстрована військова енциклопедія. Від лицарів до спецназу: пер. з англ. / Фіона Макдональд, Марк Бергін, Ендрю Робертшоу; Пер. Люцина Хворост. —Харків: Книжковий Клуб «Клуб Сімейного Дозвілля», 2009. —128 с. : іл. — 6000 пр. — ISBN 966-14-0505-8
- Ваш малюк: енциклопедія розвитку від народження до двох років: пер. з англ. / Вільям Сірзи, Марта Сірзи, Роберт Сірзи, Джеймс Сірзи; Пер. В. І. Наливана; Гол. ред. В. В. Александров; Передм. С. М. Дикусарова. —К. : КМ Publishing, 2014. —830, [1] с. : іл. 2 500 пр. — ISBN 978-617-538-043-7

- Вірусні гепатити. Енциклопедичний словник. Російсько-українське видання / Балаян М. С., Міхайлов М. І. За ред. Б. А. Герасуна. — Львів: ЛДМУ, 2000. — 572 с. : іл. — Пер. кн. : Энциклопедический словарь — вирусные гепатиты / М. С. Балаян, М. И. Михайлов. — Москва, 1999. — 1000 экз. — ISBN 5-93145-003-3
- Повна енциклопедія сексу / Пол Джоанідис. — Київ: КМ Publishing, 2011. — 943 с. : іл. — ISBN 9786175380246.

### Інші енциклопедичні видання
- Міграційні процеси в сучасному світі: світовий, регіональний та національний виміри (понятійний апарат, концептуальні підходи, теорія та практика): енциклопедія / за ред. Ю. Римаренка ; Ю. Римаренко (кер.), Р. Абдулатипова, Н. Нижник та ін. — К. : Довіра, 1998. — 912 с. — ISBN 966-507-056-8
- Повна енциклопедія очищення та лікування організму / уклад. I. Левашова. — Донецьк: ТОВ «Глорія Трейд», 2011. — 384 с. — ISBN 978-617-536-134-4[210]
- Універсальна енциклопедія дієтичного і здорового харчування. / Корнєєв О. — Донецьк: ТОВ ВКФ «БАО», 2007.
- Енциклопедичний словник з історії та теорії моралі: словник / Тофтул М. Г. — Житомир: Євенок О. О. [вид.], 2015. — 654 с. : іл.
- Родинно-сімейна енциклопедія: навчально-методичний посібник для вищ. навч. закладів і загальноосвіт. шк. / М-во освіти України, ІЗМН ; За заг. ред. Ф. С. Арвата та ін. — Київ: Богдана, 1996.
- Енциклопедія батьківства / Г. С. Адамів, С. В. Кириленко, Н. В. Білоусова, В. М. Благінін ; За заг. ред. Є. І. Коваленко. — Київ: КНТ, 2008 . — 576 с. — ISBN 966-373-388-8
- Ілюстрована енциклопедія перукарського мистецтва / О. А. Трокоз ; пер. В. О. Куценко. — Донецьк: БАО, 2009. — 320 c. : мал. — ISBN 978-966-481-170-2 (укр.). — ISBN 978-966-338-990-5. (рос.)
- Енциклопедія морів / Р. М. Короткий. —Одеса: Латстар, 2000. —134 с. — ISBN 966-7553-17-5
- Енциклопедичний словник з пожежної безпеки / за заг. ред. В. С. Кропивницького ; Держ. служба України з надзвичайн. ситуацій, Укр. НДІ цивіл. захисту. — Київ: Літера-Друк, 2016. — 371 с. : іл., табл. — ISBN 978-617-635-086-6[211][212]

## Онлайн-енциклопедії, про які є статті в українській Вікіпедії
- Велика українська енциклопедія
- Енциклопедія історії України
- Українська Вікіпедія
- Українці в світі

## Онлайн-енциклопедії, про які немає статей в українській Вікіпедії
А
- Аграрна енциклопедія [Архівовано 5 лютого 2018 у Wayback Machine.]

Б
- Енциклопедія «Електронної бібліотеки України» від Першого національного [Архівовано 11 липня 2017 у Wayback Machine.]
- Енциклопедія «Розуміння Біблії»
- Українська бібліотечна енциклопедія [Архівовано 13 лютого 2018 у Wayback Machine.]

Г
- Енциклопедія громадянського суспільства
- Енциклопедія життя і творчості Михайла Грушевського [Архівовано 9 лютого 2018 у Wayback Machine.]

Д
- Енциклопедія дитячого харчування і виховання «Агуша»
- Дрогопедія — енциклопедія міста Дрогобича та його околиці [Архівовано 31 липня 2018 у Wayback Machine.]

Е
- Економічна енциклопедія [Архівовано 10 лютого 2018 у Wayback Machine.]

К
- Енциклопедія українського і світового кіно [Архівовано 9 лютого 2018 у Wayback Machine.]
- Енциклопедія кінолога [Архівовано 23 вересня 2018 у Wayback Machine.]
- Енциклопедія Київського національного університету ім. Т. Г. Шевченка [Архівовано 15 грудня 2016 у Wayback Machine.]
- Енциклопедія кімнатних і садових рослин [Архівовано 26 січня 2018 у Wayback Machine.]
- Енциклопедія українського козацтва
- Енциклопедія корисного [Архівовано 16 липня 2018 у Wayback Machine.]

Л
- Енциклопедія лікарських рослин від компанії «Ліктрави» [Архівовано 15 липня 2017 у Wayback Machine.]
- Енциклопедія лікарських трав і рослин (невідомий видавець)
- Linguapedia — лінгвістична енциклопедія [Архівовано 14 лютого 2018 у Wayback Machine.]
- Українська літературна енциклопедія [Архівовано 31 січня 2018 у Wayback Machine.]
- Мала українська енциклопедія актуальної літератури [Архівовано 14 лютого 2018 у Wayback Machine.]
- Мультимедійна онлайн-енциклопедія Львова [Архівовано 10 березня 2016 у Wayback Machine.]
- Електронна енциклопедія Львівської політехніки [Архівовано 19 січня 2012 у Wayback Machine.]

М
- Енциклопедія медичної освіти України [Архівовано 10 лютого 2018 у Wayback Machine.]
- Енциклопедія української музики та звукозапису [Архівовано 21 лютого 2018 у Wayback Machine.]
- Енциклопедія української музики «Черемшина» [Архівовано 19 січня 2018 у Wayback Machine.]
- Музична енциклопедія [Архівовано 20 лютого 2018 у Wayback Machine.]

Н
- Енциклопедія Носівщини
- Енциклопедія нумізматики GROSHYKI [Архівовано 22 травня 2018 у Wayback Machine.]

О
- Електронна енциклопедія освітян України [Архівовано 7 вересня 2018 у Wayback Machine.]

П
- Енциклопедія пам'яток [Архівовано 10 лютого 2018 у Wayback Machine.]
- Енциклопедія «Історія педагогіки» [Архівовано 10 лютого 2018 у Wayback Machine.]
- Пенсійна енциклопедія [Архівовано 22 серпня 2017 у Wayback Machine.]

Р
- Енциклопедія рівнезнавства [Архівовано 21 жовтня 2016 у Wayback Machine.]
- Всеукраїнська велика енциклопедія рослин [Архівовано 23 березня 2022 у Wayback Machine.]

С
- Енциклопедія СНІДу [Архівовано 9 лютого 2018 у Wayback Machine.]
- Енциклопедія спецій
- Енциклопедія субсидій [Архівовано 21 січня 2016 у Wayback Machine.]

Т
- Всеукраїнська велика енциклопедія тварин [Архівовано 28 січня 2018 у Wayback Machine.]
- Енциклопедія територій

У
- Всеукраїнська електронна енциклопедія [Архівовано 20 квітня 2021 у Wayback Machine.]
- Енциклопедія сучасної України [Архівовано 9 серпня 2018 у Wayback Machine.][213]
- Енциклопедія життя і творчості Лесі Українки [Архівовано 7 лютого 2018 у Wayback Machine.]
- Українці в Сполученому Королівстві [Архівовано 26 січня 2018 у Wayback Machine.]

Ф
- Фармацевтична енциклопедія [Архівовано 18 березня 2022 у Wayback Machine.]
- Фелінологічна енциклопедія [Архівовано 11 лютого 2018 у Wayback Machine.] (рос.)
- Енциклопедія життя і творчості Івана Франка [Архівовано 15 лютого 2018 у Wayback Machine.]

Х
- Енциклопедія харчування (невідомий видавець) [Архівовано 26 січня 2017 у Wayback Machine.]
- Українські художники [Архівовано 4 лютого 2018 у Wayback Machine.]

Ш
- Шевченківська енциклопедія [Архівовано 27 лютого 2018 у Wayback Machine.]
- Енциклопедія життя і творчості Тараса Шевченка [Архівовано 1 лютого 2018 у Wayback Machine.]